# ニューミュージック
ニューミュージック (new music) は、1970年代から1980年代にかけて流行した、日本のポピュラー音楽のジャンルの一つ。職業作家（作詞・作曲家）による分業ではなく、シンガーソングライターによる楽曲制作を主とする。作曲面ではフォークソングにロックなどの要素を加え、作詞面ではそれまでのフォークソングの特徴であったイデオロギーや生活感を排した新しい音楽であった。当初はシングルヒット狙いの演歌・歌謡曲に対してアルバム制作に力を入れる点などに違いがあった。ただし、文献により定義などにずれがある。

## 定義

### 辞典
『広辞苑』では、1983年の第三版までは「ニューミュージック」の記載はなく、1991年の第四版から「ニューミュージック」という言葉が記載された。ここには「わが国で、1970年代から盛んになった、シンガーソングライターによる新しいポピュラー音楽の総称。欧米のフォーク-ソングやロック・ポップスの影響下に成立」と書かれており、次の1998年第五版では同じ記述がされたが、2008年第六版では記載されず、最新の2018年第七版でも記載されていない。
コトバンクの説明も大体一緒で「1970年代前半から登場した日本のポピュラー音楽の一分野。それまでの歌謡界がマスコミを媒体とし、芸人としての歌手が流行歌を生み出すプロダクション体制によって成立していたのに対し、アルバム作成やコンサート活動を中心とした活動で支持を得た。欧米の最新ポップスの流れを強く意識した楽曲で若者の感性に訴える〈新しい音楽〉として認識された」「従来の歌謡曲に比べて新しい感覚の流行歌」「昭和40年代後半に現れた新しいスタイルの日本のポピュラー音楽。フォークやロックの影響を受けた世代によって生み出された」などと説明されている。
1948年から今日まで毎年刊行が続く『現代用語の基礎知識』（自由国民社）では「ニュー・ミュージック」という言葉は1977年版に初めて記載されている。同書は1977年1月1日発行と書かれているため、編集は1976年と見られる。こうした辞典は先取りする類いの性質のものではないため、1976年頃に「ニュー・ミュージック」という言葉が一般的にも知られるようになったものと考えられる。同書は用語辞典で、野口久光が「ポピュラー音楽用語の解説」の中でこの年の新語として「クロスオーバー」「サルサ」とともに「ニュー・ミュージック」を取り上げ、「ジャンル分けの出来ない新しいイディオムを打ち出した混血種的な音楽に対してミュージシャンや、ジャーナリズムがいい出した言葉で、いろいろなジャンルの音楽の急進的な傾向のものをそれぞれのジャンルで、ニュー・ミュージックと称しており、時代とともに意味も変ってきているので定義づけしにくい。最近はいわゆるフォーク系のシンガー・ソング・ライターのものをレコード会社がニュー・ミュージックと謳って売り出し、この種のものを指すようになっている」と解説している。「時代とともに意味も変ってきているので」の意味は、1976年以前から言葉としてあったということなのかもしれないが詳しくは分からない。
1980年版では同じ野口久光の執筆で「古くから『新しい音楽』という意味で使われている言葉で、ロックを中心に扱っている雑誌『ミュージック・マガジン』の場合には、新しい傾向、進歩的な音楽という意味がこめられているようだが、それとは別に日本のロック系、フォーク系のミュージシャンが志向する新しいポピュラーなスタイルの音楽、そのジャンルを指す用語として使われている。その意味のニュー・ミュージックのアーティストとして矢沢永吉、ゴダイゴ、アリス、松山千春、さだまさしなどがいる（原文ママ）」と解説している。1982年版は同じ野口の執筆で説明は同じで、アーティスト名が矢沢永吉、ゴダイゴ、松山千春、さだまさしに、何故かアリスが消されて、海援隊と矢野顕子が加えられている。1976年頃は「フォーク系のシンガー・ソング・ライターのもの」、つまりフォークギターを弾きながら歌うアーティストがニュー・ミュージックの主流だったものが、年を追うごとにロックシンガーやロックバンド、鍵盤楽器を使って歌うアーティストなど、広い範囲を「ニュー・ミュージック」と呼ぶようになったことが分かる。1984年版からは執筆が中村とうように代わり、「ニュー・ミュージック」が外された。以降は記載がない。興味深いのはこの1984年版に初めて「シティ・ポップス」が掲載されたことである。「シティ・ポップ」ではなく「シティ・ポップス」である（後述）。
『マイペディア』（平凡社）の1994年版には「1970年代にあらわれた日本の流行歌の新しいジャンル。1960年代のフォークとロックから発展し、従来の演歌調の歌謡曲にあきたりない若者層の圧倒的な支持を集めた。吉田拓郎、井上陽水、中島みゆき、松山千春、荒井（松任谷）由実らが輩出」と書かれている。

### 代表例
1973年井上陽水「夢の中へ」、1975年中島みゆき「時代」、1978年円広志「夢想花」、1978年杏里「オリビアを聴きながら」、1979年チューリップ「虹とスニーカーの頃」、1979年オフコース「さよなら」、1982年あみん「待つわ」等である。

### 代表的アーティスト
スージー鈴木は、ニューミュージック「GREAT3」として、吉田拓郎、井上陽水、松任谷由実を、「BIG4」として、山下達郎、浜田省吾、中島みゆき、矢沢永吉を挙げている。
新保信長は、ニューミュージックの代表的アーティストとして、アリス、チューリップ、オフコース、原田真二、松任谷由実を挙げている。

### 音楽ジャーナリズムなど
（時系列順）
NHKは「1970年代の終盤。日本の音楽界は、みずから作詞作曲して歌う、シンガーソングライターによる"ニューミュージック"と呼ばれるジャンルが台頭する」と解説している。
『The Music』1976年12月号に「"フォーク"といえばヤボッたく"ロック"と聞くとバタ臭い。"ニュー・ミュージック"とは実にうまいことをいうもので、いかにもしゃれていてカッコいい表現だ。確かに最近のニュー・ミュージック・シンガーのたちの進出ぶりは目ざましく、内容は充実し、個性豊かな実力派はメジロ押し…」などと書かれている。同じ号のライブ・レコード（ライブ・アルバム）の特集では「歌謡曲は歌手の『芸』を伝えるけれどもニュー・ミュージックは歌手の『人がら』を伝えている」などと書かれている。
同じ『The Music』1977年1月号では、吉見佑子が「日本語のフォークとロックをニュー・ミュージックと呼ぶことがなんとなく定着し、ロックらしいロックまで少々ポップになりはじめた」と評している。
「ニューミュージック」という言葉をタイトルに使用した書籍では、1977年の『ニューミュージック白書 日本のフォーク&ロック20年のあゆみ』（エイプリル・ミュージック）の中で「ニューミュージック試論オリジナリティー創出の旅」という節があり、ここで吉田拓郎、井上陽水、南こうせつ、風、泉谷しげるの5組が紹介され、「彼らがライブ・ステージの比重を重くして、その試みの中から、2つの重要な落し子が生み出された。ひとつは、フォークにリズムを強調して行く上で作り出された、フォークにもロックにも、またポップスにも属し得ない微妙なサウンド。またもうひとつは、フォークにハードな音を重ねた結果、その対極点から突如現れた、従来の歌謡フォークとは趣を異にしたポップ・バラードとも言うべき美しいサウンドである。この2つの落し子こそ、今あえてニュー・ミュージックと呼ぶのに相応しいものである」と論じている。
『The Music』1977年9月号の「日本のポップ・シーンに新時代!!」という特集で、相倉久人は「ニュー・ミュージックといわれている音楽は一体何なんでしょうね（笑）。少なくとも音楽的にどうこういうものじゃないみたいですね。僕は（日本）のフォークと歌謡曲の接点が出来たあとで、レコード業界関係者が、名付けようがなくて付けた名前つまり、うた作りに関する構造的なネーミングだったと思いますね。それが誰が見てもはっきり形で出てきたのが『襟裳岬』だったと思うんです。これまでのうたの作られ方と、まったく違ったスタイルでヒット曲が生まれるようになった。自作自演などは、その典型でしょ。それからうたの作り手そのものが、聴き手と同じように若返ったこと。つまり、古い世代から新しい世代へのバトンタッチがなされたわけです。ニュー・ミュージックだなんて騒いでいるのは大人だけ、若い人たちにとっては、それが彼らの歌謡曲じゃないかと思いますね。これまでの歌謡曲が見失ってたのは、リズム感は時代とともに変わるってことですね。"演歌は日本人のこころ"なんていう固定観念にとらわれて、歌謡曲、つまり流行歌本来の意味を置き去りにしてきた。その結果、岡林や拓郎、陽水や小椋が台頭してきたと思うんです。彼らのメロディーそのものは、昔とそう違ってないでしょ」等と論じ、これを受け、『The Music』編集部は「ニュー・ミュージックというのは、あくまで歌を生み出す意識とか体制としての言葉で、音楽的な意味で議論しても始まらない」と論じている。
『The Music』1978年1月号では「～緊急提言～ 日本のフォーク&ロックを考える ニューミュージックは死んだか?!」という記事が載り、岩田由記夫は「日本のフォーク&ロック、いわゆるニューミュージック」と書いている。
北中正和は博報堂の雑誌『広告』1979年7月号で「ニューミュージックの見取図」という記事を書き、それまでのニューミュージックを総括している。「ニューミュージックという呼び名が使われ始めたのは1974年ー1975年頃からである。訳せば"新しい音楽"というだけの言葉が、音楽の特定のジャンルを指す言葉として使われるのは奇妙だが、便利なこともあって、現在では用語として完全に定着した感がある。この言葉、もともとはいくつかのレコード会社と業界誌が使い始めたものである。井上陽水、小椋佳、南こうせつとかぐや姫、吉田拓郎といった人たちがシングル・ヒットを出したり、LPをロング・セラーにしたりして話題になっていた頃である。彼らの多くはフォーク・ソング畑の出身だった。フォークといえば、アコースティック・ギターの弾き語りというイメージを連想しがちである。ところがレコード制作を重ねるにつれて、それに飽き足りなさを抱いた彼らは、やがて多彩なサウンドの世界を作り出し始めた（中略）彼らの音楽を一概にフォークと呼べなくなって来た。しかし従来の演歌やアイドル性を重視した歌謡ポップスと、彼らの音楽の肌合いがずいぶん違っていたため、彼らの音楽をすぐに歌謡曲と言い切ることにためらいがあり、そこで彼らの音楽を総称する言葉として"ニューミュージック"いう呼び名が登場した。そこには"ニュー"つまり新しさを強調することで商品イメージを高めようとするレコード会社側の商業的な思惑があったものと考えられる」などと論じている。北中は"ニューミュージックの創始者"たちとして、岡林信康、ザ・フォーク・クルセダーズ、井上陽水、かぐや姫、小椋佳、六文銭、吉田拓郎の6人（組）を挙げている。
1970年代に唯一の"ニューミュージック評論家"と称していた富澤一誠は、1979年の著書で、単純に「ニューミュージックは日本のフォークとロックの総称」と論じている。富澤は自身が「ニューミュージック」という言葉の名付け親と主張している。詳しく説明した物では「ニューミュージックという言葉が使われ始めた頃、この言葉にはふたつの意味があった。ひとつは荒井由実、ティン・パン・アレーなど新しいタイプのアーティストが出現したことで、それまでのフォーク、ロックという言葉ではくくりきれなくなったので、それらに対して"新しい音楽"ということで"ニューミュージック"という言葉が使われ始めたこと。そしてもうひとつは吉田拓郎、井上陽水のフォークから、新しく出現した荒井由実、ティン・パン・アレーまでの全部をひっくるめて便宜的に言う"ニューミュージック"。（中略）日本のフォークとロック（ロックの一部を除く）を総称して"ニューミュージック"と呼ぶ後者の意味での使い方をしたのはぼくが最初」などと述べている。
『新譜ジャーナル』（自由国民社）1979年11月号には「（1970年代後半）ニューミュージックとは、女性ミュージシャンがファッショナブルな衣装とステージで、ボサノヴァかレゲエのリズムで唄う都会ふうの歌というイメージが、ジャーナリズムではできてきた頃、若い女性たちの目は、さだまさし、アリス、松山千春といったアコースティック・ギターを中心にした男性に注がれていた」と紹介されている。
なお、ロックを中心にしてきた雑誌『ニューミュージック・マガジン』は、逆に1980年『ミュージック・マガジン』に誌名変更し、ブームとは全く無関係（1969年創刊以来の誌名であった）であることを示した。
「NHK紅白歌合戦」の出場歌手選定に携わった岡田康司は「ロック、ニューミュージックの系統は、フォークの延長線上にあるもの」と論じている。　
小川博司は「ニュー・ミュージック」を歌謡曲でも、プロテストソングでも、私生活フォークでもない日本製のポピュラー音楽のこと。歌謡曲のように企業ベースで作られる音楽でもなく、かといってプロテストソングのように反商業主義に立つ音楽でもなく、プロテストソングのように社会問題についてのメッセージを持つ音楽でもなく、私生活フォークのように過去をじめじめと追憶する音楽でもないような音楽を指す名称」と論じている。
日本のポピュラー音楽史に於いては1975年の「吉田拓郎・かぐや姫 コンサート インつま恋」が、フォークからニューミュージック、J-POP時代の分岐点とする論調もある。
かまやつひろしは「フォークも商業主義でニューミュージックというのになった」と述べている。
『音楽CD検定公式ガイドブック(下巻)』（音楽出版社、2007年）には、「"洋楽的なアプローチでファッショナブルに時代に浸透"　シンガーソングライターによる60～70年代フォークは、生活感を漂わせるものか、政治色の強いメッセージソングであった。70年代半ばに生まれたニューミュージックは、それらの対極にある新しい音楽ジャンル。例としては、かぐや姫の一員だった伊勢正三が結成した"風"が挙げられる。"風"の音楽はウェストコーストサウンドの影響下にあるもので、そんな洋楽志向アーティストたちのラヴソングがチャートを賑わすことになる。75年に『あの日にかえりたい』のヒットを放った荒井由実はその象徴的な存在で、洗練されたサウンドとディテールに凝った歌詞はファッショナブル。まさにニューミュージックと呼ぶにふさわしいものだった」と論じている。
『読売新聞』2020年11月の連載〔時代の証言者〕「現代の吟遊詩人 さだまさし」で、さだまさしは「ソロ活動を始めた頃（1976年）、フォークやロックなど洋楽色の強い音楽は、ニューミュージックと呼ばれるようになり、僕の音楽もそこに分類されました」と話し、読売新聞編集委員・西田浩は「ニューミュージックは70年代後半から広く使われるようになった言葉で、松任谷由実、中島みゆき、アリス、サザンオールスターズなどがその代表格とされた。『フォーク＝暗い』『ロック＝不良』といった旧来のイメージを払拭し、『新しい若者の音楽』として再定義したと言えよう」と解説している。
近田春夫はニューミュージックの定義として「そもそもは、きっとビートルズだ。そしてその出現に色々影響を受けた英語圏のシーンというものがあった。そのなかでも割とアピアランス的に地味な人たち（エルトン・ジョンなど）が案外ヒット曲を出すようになり、おそらくそこいら辺から、一定の質感を持った音楽が”ニューミュージック”と称されジャンル化されたのだと思うが、それが日本に入って来て、独自の発展を遂げることになる。つまり、作曲傾向はそのままに日本的な、要するに歌謡曲的な感傷を帯びた歌詞をのせるというスタイルが、自然と定着していった。私の考える“日本のニューミュージック”とは、以上である」と述べている。
岩田由記夫は「昭和の時代は、まだJ-POPという言葉はなく、ニューミュージックという言葉が、歌謡曲以外の音楽を包括していた。歌謡曲がスタンダードで、ニューミュージックは、そのアンチと言えた」等と論じている。
この他、"ニューミュージック"とは「フォークソングはロックやポップミュージックなど様々なジャンルと結びつき、1970年代半ばになると、もはやフォークソングという呼び方ではおさまりきれなくなり、こうした音楽を総称してニューミュージックと呼ぶようになった」、「従来の歌謡曲になかった非歌謡曲的な要素の全てに対してつけられたもの」、「フォークにリズム・パターンとしてロックを導入し、歌詞に演歌風のものを取り入れて歌わせることによってヒットソングを作ってゆく。曰く吉田拓郎の『旅の宿』、森進一の『襟裳岬』などがその例である。そしてこれらの作品に対しての批判をおそれてニューフォークソングに代わる新しい日本語ネーミング、すなわち『ニューミュージック』という不思議な言葉が生まれた」などの論調がある。
『昭和40年男』は2022年12月号でニューミュージック特集を組み、この中で富澤一誠は「1970年代後半、75～79年の4年間は、吉田拓郎が切り開いたフォークの潮流と、ユーミンが標榜したポップスの潮流という二つのジャンルが、交じり合うことなく並走する過渡期だった。メッセージ重視のフォークとサウンド重視のポップスのアーティストが各々独立して活動している、そんな状況が70年代後半の数年間は続いていました。この頃、松山千春も渡辺真知子もユーミンも、やっている音楽はまるで違うのにニューミュージックと呼ばれていました。つまり、ニューミュージックは細分化したフォークとポップスの両方を総称する言葉です。両者はスタイルこそ違えど、その時々の心情や心象風景を自らの歌で表現するという点では共通しています。こうした表現は、現在の"J-POP"のアーティストたちに継承されています。総じて言うならば、70年代後半はヒップホップなど一部のジャンルを除けば、現在のポップスの雛型にあたるスタイルがほぼ出そろった時期だったと言えます」などと論じている。

## 範囲

### どこからが始まりか?
言葉の発祥がいつからかはっきりしないため、本来どの曲を最初にするのかは不明なのだが、実際は文献にどこからかは色々書かれている。その始まりは1972年の吉田拓郎『結婚しようよ』を、始まりとすることが多い。『月刊セブンティーン』1979年8月号のニューミュージック特集では、ニューミュージック年表を「ミニヒストリー それはたくろうの出現ではじまった」とサブタイトルを付け、拓郎を「フォーク・ブームの立役者、彼なしで今日のニューミュージックはありえなかった」と紹介し、1970年6月1日の拓郎のレコードデビューをその歴史の始まりに置いている。1980年立風書房発行『ニューミュージック′80 すばらしき仲間たち』では「ニューミュージックの原点を支えるアーティスト12」という節で冒頭に吉田拓郎を紹介している。1980年学習研究社発行『NEW MUSIC'81 ニューミュージック事典』では「今日のニューミュージックに関するすべての状況は『結婚しようよ』のヒットから始まった」、1981年4月に集英社から刊行された『青春音楽グラフィティ タイガースからYMOまで』での「結婚しようよ」の説明には「ニューミュージックの元祖で、スーパースターのたくろうが初めて大ヒットさせた曲」と書かれている。1993年シンコーミュージック発行『日本のフォーク&ロック・ヒストリー② ニューミュージックの時代』では「1972年1月の吉田拓郎『結婚しようよ』のヒット」からニューミュージック年表が始まっている。相倉久人は「ニューミュージックというのがプログラムに上がり始めたのが『結婚しようよ』あたりからでした」と述べている。2007年青弓社発行『テレビだョ!全員集合』では「"ニューミュージック"という呼称がどこからきたものかは諸説あって判然としないが、その前提にフォークソングの浸透があったことは確かである。1972年の吉田拓郎の『結婚しようよ』のヒットは、フォークを世間に認知させるきっかけになると同時に、メッセージ性を柱とするフォークを支持するそれまでの立場からは批判の的になった。だがさらに翌年のかぐや姫『神田川』のヒットによって、その流れはいっそうはっきりしたものになる。そして同時期に活躍を始める井上陽水や荒井由実とともにこれらのミュージシャンの音楽が"ニューミュージック"と呼ばれるようになっていくのである」と論じている。シングル・レコードは、若者だけでなく、一般大衆を巻き込まなければ大ヒットに至らないが、1972年に吉田拓郎の「結婚しようよ」が年間シングル売上4位、同年のアルバム『元気です』が年間売上2位にランクしたことをきっかけに、自作自演勢の作品のヒットが増えていった。1979年に至ると毎週の1位はほとんどニューミュージック系が占めるようになった。北中正和は吉田拓郎を「ニューミュージック仕掛人の一人」と評している。『日経エンタテインメント!』は、2000年2月号の特集「J-POPの歴史をつくった100人」の中で、"ニューミュージック"どころか、"J-POP"の起源を吉田拓郎と井上陽水に決めて"J-POP"の歴史を論じている。
矢沢保は「月刊音楽の世界」1977年6月号掲載の「歌はどこへいくのか?ニューミュージックをめぐって」という評論で「ニューミュージックというのは70年代になって発生してきたものであり、特に70年代前半の大きな大衆音楽の特徴だった。それは72年に吉田拓郎の連続ヒットによって幕が切って落されたとみてよいだろう。『結婚しようよ』『旅の宿』がそれに当たる。広島フォーク村出身の拓郎は、高石・岡林なきあとの空白期に若さとエネルギッシュな歌で若者の人気を集めた後、CBS・ソニーというメジャー・レコードに引き抜かれて、完全にポップス化した『結婚しようよ』、歌謡フォークのはしりともいうべき四畳半的日本趣味の『旅の宿』と大きく変身して、広範な層にアピールし、その人気を不動のものにした。それが拓郎の亜流をゴマンと生み、井上陽水、小椋佳と続いていく。『襟裳岬』のヒットした75年はついに日本の歌謡界は膨大なフォーク勢に席巻され顔色なしであった。『襟裳岬』ほど、いろんな意味で象徴的だった歌はないが、これを作ったのは『旅の宿』の岡本おさみ・吉田拓郎のコンビだった。『襟裳岬』以降、歌謡曲は大きく変貌を遂げ、内容もスタイルもニューミュージックの手法を取り入れるようになった」などと論じている。
同じ『週刊平凡』編集部は、二年後の1980年1月3日・10日合併号「'80年代ニューミュージックの歌手で生き残るのはこの人!松山千春や原田真二は?中島みゆきは?」という記事で「7年ほど前、吉田拓郎などによって巻き起こされたニューミュージックの旋風は、'79年も音楽界にさまざまな話題を投げかけた。いまや彼らは、歌謡界の動向を支配するほどまでになったといっていい。'78年～'79年にかけて、ニューミュージック系の歌が、レコード売り上げベスト10の1位から10位まで独占するという週もめずらしくなかった。なぜ、ニューミュージックが若者たちの間に、これほどまで大きな支持を得るようになったかを振り返ってみると、まず彼らが出現するまでは歌手というと、きらびやかな舞台衣装、あるいは男ならタキシード、女ならロングドレスなどでステージに上がるものと決まっていた。それをニューミュージックの人たちは、街の若者のスタイルそのままのジーパン姿で若者の心を歌うという型破りのステージを作った。またテレビに出演することを第一の目標としている芸能人が多いなかで、そのテレビ出演を拒否したことも、若者たちから支持された最初の契機だった。世におもねないその姿勢が"かっこよかった"のである。もちろん、その姿勢ばかりでなく、彼らがうたう詞も曲も、いままでの日本音楽にない新しさがあり、洋楽のセンスを取り入れたサウンド作りが、現代の若者にぴったりだということもあった」などと論じている。
『週刊セブンティーン』は、静岡県掛川市つま恋で1979年7月28日に行われる（行われた）予定のアリス、ツイスト、南こうせつ、大久保一久、大友裕子、海援隊、桑名正博&Tear Dropsの7組が参加した「ホットジャム’79インつま恋」を紹介した記事で、「これまでもニューミュージック界のビッグスター同志の共演の話はなんどもあった。けれども事務所やレコード会社がちがうなどの理由で、実現までにこぎつけられなかった。けれども去年（1978年）、ツイスト、真二、サザン、渡辺真知子などが出現。ニューミュージックが全盛をむかえ、アーチスト自身の発言力が強くなった（中略）70年代、日本にニューミュージックが登場した。そして70年代の半ば、こうせつと拓郎、そして陽水は、フォーク・ソングを定着させ、ひとつの"時代"をきずいた。その状態で終わると思われた70年代の終わりにさしかかった去年（1978年）、ツイストが飛びだし、アリスが絶頂を迎え、ニューミュージックは、日本の音楽界をかえようとしている」などと書いている。
松任谷由実は著書『ルージュの伝言』（1984年、角川書店）の中で「ニューミュージックって言葉は嫌いなんだけど、まあこういう音楽は私がはじめたわけでしょう。私、ゼロからはじめたんだもの。だから過去のものとは較べようがない」などと述べている。また、この後続く松任谷の話は「"四畳半フォーク"、"有閑階級サウンド"、"中産階級サウンド"も私の命名。それを富澤一誠とかが使い出して、そのうち浸透した。坂本龍一にそういったらテクノポップって言葉はぼくがつくったんだと言ってた。インパクトのある言葉なら、すぐに浸透する。吉田拓郎は名前しか知らなかった、だんだん騒がれ出して（自身が） "女拓郎" とかいわれるようになったから聴いたが、私のやったことは拓郎やかぐや姫とは違う。私のつくった曲は今までにないまったく新しいもの」などと述べている。
松任谷は『月刊平凡』1976年5月号のインタビューで「音楽は趣味でやってます。ブルジョアだから悪いってことない。私の音楽はイージーリスニング。BGMみたいなもの。朝起きたとき、夜寝る前に、ふっとかけてみたくなるような音楽がつくれたら」と話している。
1978年は"ニューミュージックの年"といわれた。『週刊ポスト』1979年1月5日号に「'78年はニューミュージック、ロックの台頭で、"歌謡界"という表現すらおかしくなってきた感じだが、音楽祭においてはまだまだ既存の路線が強い」と書かれている。この記述は、ロックはニューミュージックに含まれない、また"歌謡界"にニューミュージック、ロックは含まれないことを意味するものと見られる。アルバムのレコード売上は1970年代半ばから、それまでの演歌に代わって、ニューミュージックが売り上げでは断然優位に立っていたが、この年、遂にシングル盤でもピンク・レディー以外はほぼ全部ニューミュージックが独占した。

### どこからどこまでがニューミュージックか?
『スタア』（平凡出版）1976年1月号の「コンサートガイド」では、公演の予定を「ロック&ジャズ」「ポピュラー」「フォーク」「クラシック」の4つに分け、「ロック&ジャズ」では、ディープ・パープル1975年12月の3度目の来日公演や矢沢永吉のロックンロール・パーティ、上田正樹とサウス・トゥ・サウスとめんたんぴんのジョイントコンサートを、「ポピュラー」ではデヴィッド・クロスビー&グラハム・ナッシュ、ポール・モーリア・グランド・オーケストラ、サルヴァトーレ・アダモなどの来日コンサートを、「フォーク」では、南こうせつ、荒井由実、りりぃ、チューリップ、小室等、アリス、加川良・大塚まさじ・朝野由彦のコンサートを紹介しており、この時点では「ロック」「フォーク」と「ニューミュージック」の分け方が難しかったものと考えられる。
1977年刊行の『ニューミュージック白書 日本のフォーク&ロック20年のあゆみ』（エイプリル・ミュージック）の中に「最近ではロックのミュージシャンを含めてニューミュージックという呼び名さえ使われるようになってきた」、「GSからシティ・ミュージックまで、ニューミュージック界はこの10年余の間に、多くのディスクを生み出してきた」という言及が見られる。
1978年の国民的番組『NHK紅白歌合戦』では「ニューミュージック・コーナー」というあたかも隔離された一つのコーナーがあり、庄野真代・ツイスト・サーカス・さとう宗幸・渡辺真知子・原田真二の6組が続けて歌唱した後、ステージの上で一列に整列し、審査員の講評を受けるという前例のない非常に混沌としたステージをやった。この中で、庄野真代はシンガーソングライターではあるが、歌唱曲『飛んでイスタンブール』は、職業作家による提供曲であり、サーカスは楽曲制作をしないコーラス・グループであるため、当時のニューミュージックの解釈は、かなり広く、歌謡曲ぽくない楽曲全てと見られていたといえるかもしれない。
『mimi』1979年6月号では「3人のニューミュージック系歌手の中で成長株はどのコ!?」というタイトルで、いずれも歌手デビューを報じる「レイニィボーイ1013mb」のセーラ、「イエロー・マジック・カーニバル」のマナ（MANNA）、「しねらりあ・ポエジー」の高木祐子のシンガーソングライターでない3人を"ニューミュージック系歌手"と奇妙な表現をしている。これらは先のサーカス同様、シンガーソングライターではなくても従来の歌手とは雰囲気が違う、セーラのようにファッションモデル出身であったり、マナ（MANNA）のようにニューミュージックと関わるところに出自を持つ歌手に対してもニューミュージックに入れられたことが分かる。NHKも中原理恵を"ニューミュージック系歌手"と表現している。
「ニューミュージック〇〇」とタイトルの付く書籍では『NEW MUSIC'81 ニューミュージック事典』（1980年、学習研究社）の86-127頁に「ニュー・ミュージック・アーティスト名鑑」が載っており、この中にはこれまで名前の出たフォーク系、ロック系のシンガーソングライター、女性シンガーソングライター以外にも、あのねのね、YMO、石黒ケイ、上田正樹、内田裕也、太田裕美、大橋純子、岡林信康、上条恒彦、加藤登紀子、加山雄三、北山修、キャロル、クールス、サーカス、ダウン・タウン・ブギウギ・バンド、チェリッシュ、近田春夫、ティン・パン・アレー、トワ・エ・モワ、なぎらけんいち、豊島たづみ、ハイ・ファイ・セット、BOWWOW、萩原健一、はっぴいえんど、はちみつぱい、パンタ、ばんばひろふみ、ヒカシュー、 フォーク・クルセダーズ、ファニー・カンパニー、フラワー・トラベリン・バンド、細野晴臣、マイク眞木、町田義人、松原みき、紫、柳ジョージ&レイニーウッド、山内テツ、憂歌団らも記載されている。
2008年5月10日に『SmaSTATION!!』で「80年代の邦楽・ニューミュージックベスト 20」なる特集があり、この日の特集では、BOØWYやTHE BLUE HEARTS、プリンセス プリンセス、DREAMS COME TRUEなどもニューミュージックとして紹介した。
輪島裕介は「『ニューミュージック』の人々は、音楽的には『アイドル』とも近い関係にあったが、楽曲を提供するソングライター、あるいはスタジオ・ミュージシャンとしてアイドルとは一線を画し、『テレビの歌番組に出ない』という戦略と自作自演の強調によって、より『高尚な』音楽であると考えられた。逆に『ニューミュージック』の音楽家でも、たとえば桑名正博やチャー、あるいはデビュー当時の竹内まりやなど、テレビに出て、職業作家の曲を歌えば『アイドル』と同様の扱いになった」などと論じている。

## 歴史
この言葉の由来は明確ではないが、ミュージカル・ステーションの当時の社長・金子洋明による命名であるとか、あるレコード会社が使用を始めたとする説、猫のアルバムの帯に記載されたとする説、音楽評論家・富澤一誠が使用を始めたとする説、ユーミンが使い始めたという説などがある。
「ニューミュージック」という言葉がどういう経緯で出来たかといえば、1968年頃からグループ・サウンズよりも、本格的なブルース・ロックを志向するバンドに対して、日本の音楽誌が「ニュー・ロック」と名付けたり、1969年に『ニューミュージック・マガジン』が創刊されたり、1970年頃から、反体制色の薄い長谷川きよしや吉田拓郎らを「ニュー・フォーク」と音楽誌が呼んだり、映画界でも1970年前後に「ニューシネマ」が日本でも流行したこともあって、当時「ニュー〇〇」という言い方が流行っていたということがあるかもしれない。「ニューミュージックは吉田拓郎を突破口にした、このニュー・フォークの流れをくむもの」、「ニューミュージックという言葉は、もともとはニュー・フォークからきている」と書かれた文献もある。菊池清麿は「ニューミュージックは、ニュー・フォークから始まった。それは吉田拓郎が、アングラに対してメジャー系に浮上したことをきっかけにしていた」「J-POPの発祥を遡及すれば、ビートルズの影響を受けた日本のフォークがポップス化し、これに8ビートのロック・リズムが融合されたことにたどり着く。1970年代のロック、フォークから連綿と流れるポップスの総称として成立した。ニューミュージックの中でも日本を感じさせない楽曲がJ-POPに発展したという見方もできる」などと論じている。

### 誰が言い始めたか?
ミュージカル・ステーションの創業者・金子洋明は、1991年のインタビューで「中野サンプラザがスタートする時（1973年6月1日）、1週間のオープン記念のイベントを頼まれて、森山良子とまだ荒井由実だったユーミンを出演させて『ニューミュージック・シーン』っていうのをやったんだけど、それからマスコミが『ニューミュージック』って言葉を使うようになりましたね」と述べている。金子は1994年に『プロデューサー感覚』という著書を出しているが、この本文の中にはニューミュージックに関する言及がない。巻末の著者略歴に「現在のニューミュージックというカテゴリーの基盤をつくる」と紹介されている。この文面からは1994年にはまだ「ニューミュージック」という言葉が使われ、「J-POP」という言葉はまだ一般的ではなかったものと考えられる。
2013年4月から5月にかけて『デイリースポーツ』が「ニューミュージックを創った男 〜伝説のプロデューサー三浦光紀氏が語る裏話〜」と題する連載の第1回で「1970年代初頭、日本の音楽界で『ニューミュージック』という言葉が使われ始めた。音楽プロデューサー・三浦光紀は『ニューミュージック』を日本で初めて使った人物といわれ、現在のJ-POPの源流を作った」と紹介し、三浦自身、ニューミュージックの説明を「後にJ-POPと呼ばれる日本特有のジャンル名で、1970年代の日本のシンガーソングライターたちが、自作の『うた』を英米のロックを取り入れる手法で、表現した新しいポップスの呼称でした」と説明している。三浦は1972年春にキングレコード内に、フォーク系のレーベル「ベルウッド・レコード」を立ち上げた人物であるが、デイリースポーツが三浦を「ニューミュージック」を日本で初めて使った人物とする根拠について、音楽評論家の山田順一は「ベルウッド発足時に配布された『ベルウッドレコード発売記念 特別ダイジェスト』というプロモーションレコードに、三浦は『ニューミュージックの宝庫 Bellwoodの出発（たびたち）』と題した文章を寄せている。日本でニューミュージックという言葉が初めて出たのはここである」と述べている。さらにキングレコードの上司だった長田暁二（音楽文化研究家）も、雑誌「kamzine」の中で「ある日、ポップス担当の某ディレクターが町尻量光社長に直訴、『フォークやロックはオレの守備範囲、教養課で制作するのは越権行為だから止めてほしい』とクレームをつけた。このとき三浦は『いや我々がやっているのはニューミュージックだよ』といって、社長室に呼ばれた関係者全員を煙にまいた。これが日本で"ニューミュージック"という言葉が使われた最初である」などと書いている。連載第2回で三浦は「1971年、大瀧詠一のソロアルバム『大瀧詠一』の準備に入っていたころ、キングレコードのマーケティング担当者から「君の制作している作品のレコード店仕切り板を作りたいから、ジャンル名を決めてくれ」と言われ、僕が集めようとしていたアーティストの音楽は、それまでの日本のフォーク、ロックとは明らかに違っていたので、適当な言葉が浮かばず苦労して、たまたま愛読書だった『ニューミュージック・マガジン』が会社の机の上に置いてあったので、軽い気持ちで"ニューミュージック"とマーケティング担当の方に言ってしまいました。『ニューミュージック・マガジン』から勝手に借用したこともあって、公には使わず"新しい歌"とか"ニューポップミュージック"とあいまいな言い方をしていました。そうした中、1973年ごろ、CBS・ソニーでフォークを担当していた早大グリークラブで一年後輩だった前田仁から連絡があり、『ニューミュージック』をキングで商標登録してないんだったら、CBS・ソニーで使用させてくれという話だったので快諾し、一緒に『ニューミュージック』を盛り上げようということになりました。彼は吉田拓郎、山本コウタロー、バンバンなどを次々とヒットさせ、CBS・ソニーの強力な影響力もあり、わたしが対抗文化的な意味合いで使った『ニューミュージック』が1970年代の音楽シーンの中核になってしまいました。もちろん、ユーミンの存在も大きかったと思います。『ニューミュージック・マガジン』はその後『ミュージック・マガジン』にタイトルを変えたこともあって、創刊者である中村とうようさんには謝罪しました。彼は「三浦くんがやったんだから仕方ないよ」と笑いながら許してくれました」などと述べている。三浦が1972年春ベルウッドを設立した時、「ニューミュージック」という言葉も生まれたとする見方も多い。
三浦の話に出てきた前田仁は、CBS・ソニーのプロデューサーで、2010年1月に亡くなったが、それまで『jinz bar - 前田仁の「歌たちよ、どうもありがとう」』というブログを配信していた。2022年現在は閲覧不可能であるが、この第1回に「僕の机がなくなって?『ニューミュージック』という音楽カテゴリーが生まれた」というタイトルで「ニューミュージック」に関する言及があり、「1973年に会社のN部長から「アメリカで面白いムーブメントが起こっているんだ..音楽シーンでね。ビルボードの記事にあったんだけど、それを『ニューミュージック』と呼んでいるらしいんだ。お前がやろうとしている音楽、アーティストを日本じゃフォークってカテゴリーでくくっているだろう?ちょっと違うと思うんだよ。カレッジ・フォーク?キャンパス・ポップ?、どれも違うと思うんだ。だから、今後お前が作る音楽、アーティストを『ニューミュージック』って呼ぼうと考えているんだ」と言われ、その日を境に、自分の机を部長の側に移し、N部長直轄の新しい試み、プロジェクトを始め、全社的にコンセンサスを取り付け、営業のセールスの人達がお店に届ける注文書にも『ニューミュージック』というカテゴリーを設け、レコード店の方々にも意図を説明し、ご理解をいただくことになったのです」「セールスマンの皆さんとの会議で、N部長がフォークもロックも違うジャンルの音楽なのに、日本ではフォークと言うカテゴリーに押し込めているんだ、おかしいだろ?だから、これからの日本の新しい音楽のウェーブを、前田の作る音楽、アーティストを『ニューミュージック』と呼ぶんだよと言った。まさしく『ニューミュージック』と言う、新しい音楽ジャンル、カテゴリーの誕生の瞬間でした」と記していた。このN部長のいうビルボードの記事『ニューミュージック』というのが本当かは分からないが、この前田の言及では「ニューミュージック」という言葉を最初に使ったのは、当時のCBS・ソニーの前田の上司・N部長ということになる。前田はさらに「1972年5月21日発売の『The Best Of "Folk-Jack"』と言うオムニバス・レコードが手元にあるのですが、この時の発売企画書には、「我がCBS・SONYは今や新しい音楽の宝庫的存在になって居ります..」と僕の字で書き残されている。しかし、1973年6月27日付で書かれた友部正人君の移籍に際しての発売企画書には、「今度当社より発売が決定した事は、当社のNEW MUSICに非常に大きな財産が増えた事になります。」とも記述があり、ちょうどこの頃からCBS・ソニーの、否、その後延々と多くの音楽ファンを虜にしてきた『ニュー・ミュージック』と呼ばれるカテゴリーが産声を上げたのでした」と記してあり、先の三浦光紀の話とは完全に食い違っている。
デイリースポーツの三浦の連載や前田のブログの説明で出された文献なりが、発売企画書や販促品などで、市販された書籍などでないため、1972年に「ニュー・ミュージック」と書かれた現物を確認することが出来ない。2022年現在でも確認できる市販された書籍では、1973年1月にブロンズ社が『ニッポン若者紳士録』と題された本を発刊しているが、189頁の広告に『爆発するロック』という本の紹介があり、ここに「ブロンズ社のニューミュージック選書」と書かれている。この頃、ブロンズ社が同社のロック関係の書籍を既に"ニューミュージック"というカテゴリーに入れていたということになる。この本が1973年1月の発売なので「ニュー・ミュージック」という言葉は遅くとも1972年末までには使われ始めていたということになる。
フィリップス・レコードのプロデューサー/ディレクターだった本城和治が「メリー・ジェーン」を含むストロベリー・パスのアルバム『大烏が地球にやってきた日』を発売する1970年後半に「ニューミュージックシリーズ」という新しいシリーズを作ったと述べている。
猫のアルバムの帯に「ニューミュージック」「NEW MUSIC」と記載されたのがニューミュージックの語源との説があるが、いつ発売された猫のレコードの帯かが不明である。1972年であれば、或いは確認出来る文献等では最初になるが、1973年以降なら前述のブロンズ社の書籍の方が早く猫が一番にはならない。
荒井由実の1stアルバム『ひこうき雲』が1973年11月に発売される際にアルファミュージック社長・村井邦彦が、当時の新人売り出しの慣例だったキャッチフレーズを付けるため、アルファ社内10数人で知恵を絞り、富澤一誠にも相談し、決定したキャッチフレーズが「魔女か!スーパーレディーか!新感覚派・荒井由実 登場」であった。"新感覚派"だけでは訴求力は弱かったといわれるが、『ひこうき雲』のレコーディングは1973年初秋であるため、その時点では「ニューミュージック」という表現は、まだ音楽業界に浸透していなかったと考えられる。村井はレコード会社の担当者から、「『ひこうき雲』は、フォークか、ロックか、アイドルか、どんなジャンルなのか聞かれ、これが決まらないと、レコード店の売場コーナーの見通しがつかない」と言われたが、「荒井由実の音楽を簡単に説明をすることは出来ず、いずれにも置きたくなく即答しなかった」と述べているが、売場コーナーのどこに置かれたかは『アルファの伝説 音楽家 村井邦彦の時代』には記されていない。
1974年にミュージック・ラボに入社し、雑誌『週刊ミュージック・ラボ』の営業・編集に携わった音楽プロデューサー・佐藤剛は、「入社当時はまだニューミュージックという言葉はなくて、僕はフォーク&ロックと呼んだ」と証言しており、1974年春の時点では、ニューミュージックという言葉はまだ音楽業界に浸透していなかったものと考えられる。
岸田敏志は「1975年にCBS・ソニーの酒井政利プロデューサーにスカウトされたときには、まだニューミュージックという言葉はありませんでした」と証言している。
尾崎亜美は、1976年にプロデビューしたとき、最初は東芝EMI（現：EMIミュージック・ジャパン）の「フォーク・ロック班」に所属していたが、すぐに「ニューミュージック班」が新設されてそこに異動したと話している。
庄野真代は「昔の事なので、鮮明には覚えてませんけど」とした上で「1976年6月に自身のデビュー・アルバム『あとりえ』が発売されて、レコード屋さんに行ったら、当時はジャンル分けでいくと、フォーク・ロックというところにそれが入れられていて、そのうちに1年ぐらい経ってから「ニュー・ミュージック」という言葉が出てきて、それからは「ニュー・ミュージック」のところに入れられるようになった」と話している。
『報知新聞』1976年7月19日付のレコード評は「今週は、フォーク畑の歌手の新譜の中で、目についたシングル盤四枚を集めて聴いてみた」と「もんたよしのり（もんた頼命名義）「どこへもゆきたくないな」、小椋佳「揺れるまなざし」、ふきのとう「風の船」、大塚博堂「ダスティン・ホフマンになれなかったよ」の四枚をフォークとして紹介し、文中、一度もニュー・ミュージックという言葉を使っていないことから、マスメディアでは1976年半ばに於いてもまだニュー・ミュージックという言葉が浸透していないのかもしれない。
元東芝音楽工業（現EMIミュージック・ジャパン）のプロデューサーで、ファンハウス創業者・新田和長は「ニューミュージックは誰が作ったのかという問いの結論を言えば、"ひとつの時代がその言葉を必然的に生んだ"というのが正しい。音楽やジャンルを作るのは"場"と"時代"だと僕は言いたい。『ニューミュージックは俺が作った』なんて言う人がいたらそれは不遜です、時代が作った。みんなで作った」などと述べている。

### 全盛期
「ニューミュージック」という言葉が一気に広まったのは1975年、小室等・吉田拓郎・井上陽水・泉谷しげるの4人のアーティストが集まってフォーライフ・レコードを設立してからである。若者を主導とした音楽市場の拡大を実感させる事件であり、業界全体売上が184億円だったこの年のフォーライフ・レコードの売上高は31億円に達した。フォーライフは1970年前後に出来たエレックレコード、URCレコード、ベルウッド・レコードといったフォークレーベルが持っていた既存勢力の対抗文化というフォーク精神を維持しながら、商品性も持ち合わせており、フォークがアンダーグラウンドでも対抗文化でもなく、ニューミュージックと呼ばれる商品としての音楽へ変容する際にフォーライフは、その牽引的な役割を果たしたといわれる。「ニューミュージック」という新しい音楽ジャンルは、この辺りから若者層の支持を得た商業的な主流となった。「ニューミュージックの殿堂つくる」という見出しの『読売新聞』1979年9月7日付の記事に「フォークが定着して約10年、小室等を社長、現在は二代目吉田拓郎を社長とするフォーライフの誕生から4年余の年月を経て安定期を迎えたニューミュージック」と書かれている。
ニューミュージックが若者の音楽から、社会的に認知されたのは、吉田拓郎が森進一に楽曲提供した「襟裳岬」、小椋佳が布施明に楽曲提供した「シクラメンのかほり」が、1974年、1975年と二年連続で日本レコード大賞を受賞したことである。ここからニューミュージック系シンガーソングライターによる演歌・歌謡曲歌手への楽曲提供・プロデュースがコマソンも含めて目立って増え、やがて定着していく。
スージー鈴木は、山下達郎、浜田省吾、中島みゆき、矢沢永吉がプロデビュー、またはソロデビューした1975年を「ニューミュージック元年」、ひいてはJポップにつながる大河の一滴が落とされた年、と論じている。
ニューミュージックの抬頭は筒美京平のような職業作家にもそれらの対応を求められるようになった。平尾昌晃は「昭和40年代後半のアイドルブームに沸く日本の歌謡界に、沖合から大きな波が押し寄せていた。それが『フォーク・ブーム』である。吉田拓郎、井上陽水らのヒットを契機に、南こうせつとかぐや姫、グレープなどの、いわゆる叙情的なフォークソングもヒットし『昭和歌謡』の幅はグンと広がった。この頃から、フォークソングは、ニューミュージックと言われる時代に入ったのだと思う。僕は作曲家であり、歌手でもあるけど、正直言って、彼らの才能には脱帽した。何しろ、自ら作詞作曲し、楽器を演奏しながら歌う彼らがひとりではなく、次々と登場してきたのだから。しかも、彼らが自分で歌う『結婚しようよ』にしろ、『傘がない』にしろ、『神田川』『精霊流し』『なごり雪』にしろ、それがまた名曲であったからである」「もし『昭和歌謡』という富士山のような山があったとしたら、山口百恵さんが人気オーディション番組『スター誕生!』に出演した昭和47年から引退した昭和55年までの期間が、『昭和歌謡』の頂点だっただろうということである。いま思い返しても、この時代、芸能界は実に華やかで、まさに百花繚乱であった。この時代に青春を過ごした方たちはよく分かるだろうが、テレビにはアイドルたちが出演しまくり、吉田拓郎、井上陽水らニューミュージック系の人気ミュージシャンが紅白歌合戦への出演を拒否するなど、芸能界の話題には事欠かなかった。西城秀樹、郷ひろみ、野口五郎の新御三家ら男性アイドルたちも活躍し、沢田研二も復活。さらにはチューリップ、アリス、ガロ、チェリッシュなども登場し、女性アイドルも森昌子、桜田淳子、山口百恵の中三トリオに続いて、高田みずえ、岩崎宏美、ピンク・レディー、榊原郁恵、荒木由美子、演歌でも、五木ひろし、八代亜紀、細川たかし、都はるみがヒットを飛ばした。各テレビ局は、それぞれ音楽祭を企画、それによって、暮れのレコード大賞、歌謡大賞の『賞とりレース』はいっそう白熱した時代だった」などと論じている。
泉麻人は「1975年は〈ニューミュージック〉のジャンルが一段と成熟した年だった。社会史的には、吉田拓郎・井上陽水・泉谷しげる・小室等らが6月にフォーライフレコードを発足、ユーミンの『ルージュの伝言』が彼女の曲としては初めてヒットチャートにランクイン、暮れに出した『あの日にかえりたい』（TBSドラマ『家庭の秘密』の主題歌だった）が翌年にかけて大ヒットする。レコード大賞には小椋佳の楽曲『シクラメンのかほり』（布施明）が輝いた。そういったメジャーレベルのニュースの一方、いまどきのJ-POPの原点といえる名盤が続々と輩出された年でもあった。シュガー・ベイブ『SONGS』、小坂忠『HORO』、鈴木茂『BAND WAGON』、浜田省吾の在籍した愛奴のアルバムデビュー盤『愛奴』もあった」と評している。
1976年のアルバム年間売上げトップ10は、オリコン調べで、1.子門真人『およげ!たいやきくん』、2.グレープ『三年坂』、3.荒井由実『ユーミン・ブランド』、4.井上陽水『招待状のないショー』、5.荒井由実『コバルト・アワー』、6.中村雅俊『想い出のかけら』、7.小椋佳『彷徨』、8.小椋佳『道草』、9.オリビア・ニュートン＝ジョン『水のなかの妖精』、10.因幡晃『何か言い忘れたようで』と、アルバム売上げに関しては、いわゆる演歌・歌謡曲歌手は一人も入らず。1976年度に於けるニューミュージックのアルバム売上げ占有率は四割近くにのぼり、歌謡曲三割を上回った。当然ながら歌謡曲サイドからのニューミュージックへのアプローチも盛んになっていく。山口百恵がニューミュージック系の作家の曲を取り込んでいったのも大きな影響があった。
1981年4月に集英社から刊行された『青春音楽グラフィティ タイガースからYMOまで』での第一章「青春音楽の系譜」には「永ちゃん（矢沢永吉）がソロになって（1975年）、その辺から時代を追わなくても今の形になった」と書かれている。
1977年4月3日から日本テレビ系でテレビでスタートした『コッキーポップ』を「日本では初のニューミュージックの本格的なレギュラー番組」と紹介した記事がある。
1977年はニューミュージックの売り上げが少し落ちた。岩田由記夫はその原因として、レコード業界の不振、ファンのニューミュージック離れ、制作費の問題、マリファナ問題の4つを主原因として挙げ、不況やテープ・デッキ（テープレコーダー）の普及によりエアチェックする人が増えたこと等で、レコード売り上げが前年より10％減ったという背景と共に、ニューミュージックのBGM化を挙げている。「オーディオが普及して、ステレオが有難く坐して聞くものではなくインテリアとして若者に不可欠になったため、いかしたBGMが求められるようになり、井上陽水や小椋佳はBGMとしては重く、ユーミンはBGMとしてのパターン化からくる飽きがあった、ロック・グループの不振は、かつての暴力性をエネルギーとしてコンサートの吐け口とすることがなくなった、加えて外国の有名ロック・グループの来日が多く、ファンを取られた」と論じている。また「『およげ!たいやきくん』の大当たりで、レコード会社の中に制作費を安く抑え、数打ちゃ当たるという一発屋的発想で、レコードの賞とかミュージシャンのアルバムに対するコンセプトなどは無視して大ヒットを出す方針を執り始めた会社が増えたこと、ニューミュージックのアーティストはレコーディングに凝るため、制作費は歌謡曲に比べ高くつく。Charの阿久悠とのコラボや桑名正博の松本隆&筒美京平とのコラボは、高い制作費をかけても売れないなら、歌謡曲のヒットメーカーの力を借りて、ミュージシャンをスターに育ててしまおうというレコード会社主導で行われたもので、オリジナリティの面からは売上げばかりを追うとニューミュージックは死んでしまう」等と論じている。この評論が書かれたのは1977年の後半と見られるが、同書の「ヒット曲にみる日本のフォーク&ロック10年 68～77」に1978年の予想として「矢沢、チャーなど、ロック・ミュージシャンのメジャー化は、ある程度成功したといえよう。78年は、ロックのメジャー化なるかどうか?」と結んでおり、実際に1978年に入ると矢沢永吉やChar、原田真二、世良公則&ツイストのロック御三家、サザンオールスターズ、ゴダイゴ、甲斐バンド、柳ジョージ&レイニーウッドなど、ヒット曲が相次ぎ、ロックは市民権を得たと評された。
1978年には盛り返し、全レコード市場の半数を超えるまでになった。『The Music』1978年12月号の特集「今年のミュージック界をにぎわしたレコードはこれ!! 78年話題のレコード100」で、北中正和は国内の1978年のミュージックシーンを「ニュー・ミュージック激変の年」というタイトルを付けて回顧し、「レコード産業の中では、ニュー・ミュージック系のミュージシャンやシンガーたちが大活躍した。去年の不振が嘘みたいである。まず口火を切ったのが、チャー、原田真二、世良公則&ツイストと続くロック御三家に、中島みゆき、アリス、紙ふうせん、渡辺真知子といった人たちで、この人たちの曲がヒット・チャートを次から次へと賑わせた。それが後半になっても続き、堀内孝雄、サーカス、さとう宗幸、松山千春、庄野真代、五輪真弓、サザンオールスターズ、矢沢永吉なども加わって、いまだかつてないヒット状況になり、テレビの歌謡曲番組にもどんどん進出してきた。この人たちはシングルだけでなく、アルバムも続々とベストセラーにしていった。中でも御三家と矢沢永吉やサザンオールスターズの活躍で、ロックがはじめてオーバーグラウンドな成功を収めたのが注目される」等と論じている。
音楽評論家の越谷政義は『Young Rock』1978年10月号で「日本のロックがレコードビジネスからも興行側から見てもビジネスとして成り立つことを証明したのが、キャロル、四人囃子、サディスティック・ミカ・バンド、ガロ。これらはほとんどロックとは無関係だった日本の音楽界に、ニューミュージック／ジャパニーズ・ロックという流れから浮上したものである。どちらかといえば、ロックよりも後発だったニューミュージック系が先にメジャーになり、日本のロックはメジャーな部分には乗りきれなかった」などと評し、日本のロックのメジャー化もニューミュージックのメジャー化の流れから浮上したものと論じている。
同じ1978年の『週刊セブンティーン』11月7日号では、阿子島たけし、伊藤強、北中正和、小池聰行、近田春夫の5人が出席し、座談会形式でこの年の音楽状況を回顧している。発言はABCDEの匿名で書かれ、具体的に誰の発言かは分からないが、冒頭に今年の歌謡界の特徴として、「シンガーソングライターの台頭が著しかったと思う」と誰かが発言すると全員が同意。 B「同感だね。渡辺真知子、原田真二、世良公則、みんなシンガーソングライターだよ」 C「それはやはり、サウンド中心になってきたからだろうね。真二や世良、チャーたちがそうだし沢田研二や山口百恵などのアイドルにしても、サウンド中心になってきているからね」 D「ニューミュージックと歌謡曲に差がなくなってきたんだろうね」 A「そうだね。渡辺真知子や中原理恵の歌を聞いて、しみじみ思うんだけど、ニューミュージックともいえるし、歌謡曲ともいえる。うまいぐあいに、その中間をいっているのが成功の原因なんだなあって」 D「まったくそうだ。これほどニューミュージックは主流になったのははじめてのことだよ」 B「きく側の好みが変わってきてるんだね」 D「それと同時に、作詞家や作などスタッフが、ニューミュージックをもりあげるためにはらった努力も大きいね」 A「うん。詞にしろ曲にしろ、ことしは収穫がおおかったと思うんだ。ツイストやサザンオールスターズのようなダイナミックなもの。その逆にさとう宗幸のようなフォーク。バラエティに富んでいた」 B「タレントから見ても中原理恵のようにおとなっぽい歌手、その反対に石野真子やトライアングルのようなカワイコちゃんアイドルがいたしね」などと話している（以降は、暮れの賞レースの予想）。
加藤和彦は『The Music』1979年1月号の泉谷しげるの対談で「日本の新しい音楽のシステムとして"ニューミュージック"というジャンルが確立された」などと発言している。
「ニューミュージックの年」と言っても過言ではないのが1979年。この年のオリコンシングルチャートの年間トップ20には、演歌を含む歌謡曲とニューミュージックが同一比率で混在した。これは70年代前半のフォーク、ロックを源流とする、歌謡曲のアンチとしての自作自演音楽＝ニューミュージックがビジネス的に拡大し、歌謡曲とタメを張るようになったことを意味する。特にゴダイゴはトップ20に4曲も送り込んだ。1979年12月22日付の朝日新聞夕刊「ニューミュージック隆盛 売り上げに見る'79歌謡界」というタイトルの記事では、1979年のレコード、カセットテープの総合売り上げ1位がアリスで55億6000万円、以下、ゴダイゴ、ABBA、松山千春、さだまさし、山口百恵、岸田智史、サザンオールスターズ、ピンク・レディー、渥美二郎がトップ10、と記述されている。
『シティロード』は1979年11、12月号から2頁のみの音楽コラムを、洋楽をロックとジャズに、邦楽をニューミュージックと歌謡曲の二つに分けた、この号のニューミュージックのコラムは今井智子が担当し、内容はこの年8月にYMOが海外（ロサンゼルス）での前座公演で非常にウケたという話から、「日本人が30歳過ぎて、一人酒場の片隅で歌う歌はやっぱり演歌」と言われるという話から、30歳になって酒場で演歌は歌いたくないから、もっとポップミュージックが市民権を得て欲しいという内容だった。1970年代終わりにはまだ大人が酒場で歌えるようなポップミュージックは、まだあまり無かったものと見られる。
1979年にアリスの谷村新司の提唱により、小室等、南こうせつ、井上陽水ら、ニューミュージック系のアーティストやスタッフたちが、「触れあう、響きあう、感じあうージョイン・アス・ナウ」をコンセプトに、自分たちの手による自分たちの音楽をと、コンサート会場「シアター・フレンズ」を自分たちの手で建設しようとしたことがある。アリス、小室等、南こうせつ、井上陽水、桑名正博らがラジオ番組やコンサートで計画を紹介したことから、ファンの間から「寄付したい」との声が出た。アリスが募金運動「ハンド・イン・ハンド」を展開し、1979年8月から9月にかけて開催した日本武道館ライブでは会場に募金箱が置かれ、7日間で200万円の寄付が集まった。「ハンド・イン・ハンド」はユニセフの募金活動。まず都内に一会場を建設し、続いて全国七大都市、最終的には全国30か所に建設するという計画で。予算は当面20億円、最終的には100億円を超すという大変な額になるが、当時のニューミュージックの人気アーティストは公演プログラムの年間興行収入が50億円にもなり、アーティストに数千万円の収入が入り、本を出せば数億円の印税が入っていたため、夢のような金額ではなかった。ニューミュージックのファンは当時で全国200万人。若者音楽、若者文化の理解者からの寄付もかなりの額になると見られ、文化庁のバックアップが得られるのでは等と報道されたが、諸般の事情で挫折した。アリスはこの関連アルバム『日本武道館ライブ』をリリースし、当記録映画『ALICE THE MOVIE 美しい絆』を製作している。
その後もニューミュージックは巨大化の一途を辿った。宝泉薫は「ニューミュージックは1970年代後半」と述べている。
ニューミュージックが影響力を増した要因として1970年代前半からのラジオ局によるニューミュージック系歌手の深夜放送へのラジオパーソナリティ起用と、1970年代半ばからの企業のCMソング（コマソン）や、テレビドラマにニューミュージック系歌手の楽曲が盛んに採用されたことが挙げられる。吉田拓郎を筆頭にニューミュージック系の人気シンガーソングライターたちの多くはテレビ出演を拒否したため、深夜放送はプロモーション活動の一環として、欠かすこと出来ず、ラジオ局側もニューミュージック系アーティストを盛んにラジオパーソナリティに起用し、彼らの人気拡大に貢献した。ラジオパーソナリティやアルバム制作で成功を収めた彼らは、次により効率のいいビジネスを追求するため、シングル・ヒットを目標とするようになり、ここで常に新鮮なイメージや流行を追い求める企業側との利害が一致した。1978年頃からはコマソンやテレビドラマのタイアップシングルとして、ロックも加わり、ニューミュージック系歌手も盛んにテレビ出演し、タイアップ曲の多くが大ヒットした。積極的にレコードを買ったりしなくても、テレビやラジオや街角のスピーカーから自然と耳に入ってきたタイアップ曲は、よほど音楽に興味のない人以外は否応無しに記憶に刷り込まれた。ゴダイゴは『西遊記』の音楽タイアップで一躍子どものアイドルになった。テレビ拒否を打ち出していた矢沢永吉や松山千春なども、それぞれ「時間よ止まれ」「季節の中で」といったコマソンでより高い人気を得た。ニューミュージックの前段階とされるフォークソングやロックが持っていた重さから、ニューミュージックは解放され、この段階に至って、CMと同居しやすくなったともいえる。林光は『広告批評』1979年12月号の「美化の思想またはイメージソング考」と題した寄稿で「イメージ・ソングということばじたい、ニュー・ミュージックとかというのと同類の、和製インチキ英語であろう」と毒づいた。また矢沢永吉の『成りあがり』に代表されるミュージシャンの自伝やエッセイなどもこの頃からベストセラーが生まれ、表現の多チャンネル化が進んだ。
ニューミュージックが台頭した1970年代の日本の音楽産業の特色として挙げられるのが、既成の歌謡曲生産の体制外から、多くのヒット曲が生まれるようになったこと、レコード会社専属の作詞家・作曲家・歌手の分業体制から、シンガーソングライターへの移行、レコード売上の主力がEP（シングル）からLP（アルバム）へ移行したこと、ニューミュージック系歌手の多くがテレビ出演を拒否したことなどがある。
日経流通新聞1987年5月11日付に「ニューミュージックをめざすヤングの登竜門としての『ポピュラーソングコンテスト』（ポプコン）と、同じく楽器演奏のテクニックを競う『ライトミュージックコンテスト』（LMC）。いずれも日本楽器製造（ヤマハ）とヤマハ音楽振興会がアマチュアバンドを発掘しようと毎年開催してきた……」という記事が見られる。
東京経済大学コミュニケーション学部教授・渡辺潤は「日本の60年代は高度経済成長の時代で、若者層が新しい市場として登場した時期だった。そこに様々な政治的、社会的な問題が多発し、フォークとロック音楽は、そんな状況下で浸透していく。70年代になると、それらと歌謡曲との違いは音楽ジャンル以外には意味のないものとなった。戦後の歌謡曲は一つは生まれ故郷から都会に出た人々の望郷の念を代弁するものとなり、もう一つは若い世代へのアイドル提供という機能を果たした。フォークやロックは、そこに数を増やした大学生に受け入れられる音楽としてもう一つの市場を形成した。フォークやロックは都会の片隅にライブハウスを育てて、そこで演奏する機会を作りだし、インディーズレーベルも生まれた。けれども、同時にCMやドラマの主題歌、あるいは音楽番組への出演という形でテレビとの関係を重視する傾向が徐々に増え、80年代になるとミュージシャンから役者やタレントに変身する人たちが続出した。MTVが登場するまでは、アメリカのロック音楽はテレビとは敵対的か無縁だったが、日本の音楽状況は常にテレビの影響下にあった。何より最大公約数的な娯楽の提供を心がけるテレビの特徴が、日本独自のポピュラー音楽を創り出したことは留意しておく必要がある」などと論じている。

### 批判1・歌詞
子息が荒井由実の大ファンで、自身もファンになったという團伊玖磨のような人もいたが、『ラジオコマーシャル』1977年、39号（文化放送営業局）で、成城大学教授（当時）の石川弘義がニューミュージック、特に歌詞を貶した。古時計の「ロードショー」に「ふられた思い出を読んだ歌詞だが、一つ不思議に思うのはヤッタ形跡がまったく見られない。付き合っていたと言えるのか?」、グレープ「無縁坂」に「幼児退行とともに気がかりなのがマザーコンプレックス」、かまやつひろし「我が良き友よ」に「歌詞に使われた下駄や女郎屋は旧制高校的シンボル。吉田の年齢を考えると計算が合わない。この世代は造られた過去を通してしか現在を語れないのではないか。ニューミュージック? オールドミュージックの間違いじゃないの? 実際私の大学を含めて、いまの若者にピッタリの歌ばかりですね。この種の議論を私が仕掛けても、ソウデスネ、と学生は聞き流すばかりで、まるで逆らおうとしないんだから」等と論じ、『週刊文春』はこれに対しての反論を期待して、この新ジャンル（原文ママ）の旗を振る富澤一誠に取材に行ったが、「当たってますね。要するに70年安保以降は、もう行き場がないんです。これでよいのかと思ってる。思い続けて今日まで来てるんじゃないでしょうか」と話した。

### 批判2・軟弱、クライ、ネクラ
「ニューミュージック」という言葉のイメージが悪くなったのは、タモリがラジオパーソナリティを務めたラジオ番組『オールナイトニッポン』（ニッポン放送）内で、1980年前後に「ニューミュージックはクライ（暗い）」「歌詞が軟弱」等と、特にさだまさし、アリス、オフコース、松山千春を名指しで貶したことが切っ掛けだった。当時のタモリはインテリ層から大きな支持を受けるオピニオンリーダー、発言の影響力は大きく、ニューミュージック＝クライ理論は世間にかなり浸透した。伊藤強は読売新聞夕刊1983年7月9日付で「ニューミュージックの主流は"ネクラ"が占めている」と評した。こうした風潮に対して吉田拓郎は、篠島ライブを控えた1979年夏の『月刊明星』のインタビューで「若い連中、特に男が軟弱になっちまってるコトにイライラするんだ。今のニューミュージックっていわれてる連中のコンサートだって、聴きに来てるのは圧倒的に女だろ。男はどこへ行っちまったんだよ。そうしちまったのは、ミュージシャン側にももちろん責任はある。今のニューミュージックといわれる連中の歌の世界には、"ボク"と"アナタ"しか出て来ない。"オメエラ"の世界がないんだよ。それは主張、つまり主義＝イズムが歌う側にないからだろ。イズムのない歌は演歌だよ。特に男の歌手が何で女言葉で歌うんだ？それは昔の演歌だよ。オレは聴いてられない。ニューミュージックなんて名前が泣くよ。別に男だ女だとこだわるつもりはない。今はもう男も女も一緒よ。男が女性化してるんだ。だから"やさしさ"しかウケないんだな。この前『セイ!ヤング』に女の子からハガキがあって『拓郎さんのはウルサイ。最初から最後まで叫んでばかりいる』って書いてあってな。オレは納得しちゃったけどな。結局、快いやさしい声や音楽しか求めちゃいないんだ。歌には詩がある、なんてことをまるで考えちゃいないんだよ。オレは叫ぶ。それがオレの"歌"だからね」と吼えた。長渕剛も同時期の『月刊セブンティーン』で「やたら耳ざわりのよい曲や、軟弱でめめしい歌が流行っているようだけど、あんなの全然よくないね。だいたい歌ってものは、鼓膜を震わすものじゃなく、人の心を震わすものじゃないか。軟弱な歌なんて、耳かきにもなんないよ。俺はニューミュージックって言葉自体、大嫌いだ。歌謡曲かフォークかはっきりしない。あのあいまいさ、いやだね。俺のやっているのは、あくまでもフォークだ。ニューミュージックなんて呼ばれたくない」等と話した。武田鉄矢も海援隊はフォークグループと主張しており、1977年の「あんたが大将」は「俺たちはしょせん脇役、あんたが主役。ニューミュージックへの当て付けなんです。あんたたちが時代を席巻し、我々は駆逐されるだろうって。やけくそでしたね（笑い）」、1979年の「贈る言葉」は「『優しさに包まれ』『優しさにあふれ』というニューミュージックのキャッチコピーに対して『俺たちはフォークだ!』と主張したかったんでしょうね」とニューミュージックへの対抗心が含まれていたと述べている。

### 批判3・「ニューミュージック」という言葉そのもの
先述した「ホットジャム’79インつま恋」を紹介した記事の中に「フォークも、ロックも、ラブソングも、なんだってかまやしない」という記述が見られることから、ニューミュージックが、例えばフォークでない、ロックでない、等の批判を当時の同業者、あるいはマスメディア、世間から受けていたものと見られる。
生江有二は『スポーツニッポン』1980年4月8日付で「ニューミュージックなる曲学阿世の音楽がある。ナントカ大賞はもらっても紅白には出ない。いや、オカアサンが喜ぶから紅白だけは出ます…なんたるブザマさよ。情感にのみ、べったりはりつき、日本的情緒をうまく歌い上げたつもりだろうが、逆にガラスのうすべったい感性を露出してしまっている」などと批判した。
『噂の眞相』は1980年9月号の「〔文壇秘話〕 村上龍いらいのニューミュージック風文学に対して、南米ボケの開高健らから強い拒否反応が出た芥川ショーの選考。」という記事で、第83回芥川賞の選考を巡り、選考委員の一人・開高健が候補作の一つ・村上春樹の『1973年のピンボール』に対して、「感性の最先端の部分で書いており、吉行淳之介、大江健三郎の二氏が積極的に推したが、近ごろの流行ソングみたいに、ダラダラしており、三分の二は不必要。若者のふるえみたいなものを書いとるのだが、本質と関係のないところで、これでいいという甘さ、ゴウマンさが気に食わん」などとコテンパンに貶し、これを『噂の眞相』は「村上龍いらい続いたニューミュージック風文学にも、どうやらオジさま族の手強い拒否反応が出はじめた感じである」と、ニューミュージックを揶揄の例えとして使用している。
高石ともやは自身はフォークシンガーという自負が強く「シンガーソングライターは職業だけどフォークシンガーは生き方。だからニューミュージックの人は億万長者になれてもフォークはだめ。好きにやるだけだから（笑）。フォークは生き方が歌の信用になる。この歌が流行ってるじゃなくて高石は今どうなんだ、という話。昔からずっと僕の歌を聞いてくれる人たちとは"生きていること"を共有しているんです」などと、フォークシンガーとシンガーソングライター・ニューミュージックとの違いを揶揄的に持論で表現している。

### 倦怠期
新しい音楽という意味で"ニュー"を付けていたため、年月が経過すれば「何が"ニュー"なの?」と批判を受けるのは宿命であった。「何が"ニュー"なの?」と言われたのは最初からであるが、揶揄的に盛んに言われたのは1982－1983年頃である。『噂の眞相』1983年4月号で、田家秀樹が『ニュー・ミュージックを見直す』というタイトルでコラムを寄せ、持論を述べている。当時のニューミュージックの世間からの捉え方や、ニューミュージックに分類されていたアーティストのスタンスが書かれており、これを三分の一程度で引用すると、「ニュー・ミュージックなどという呼ばれ方をする前はフォーク・ロックと呼ばれていた……ユーミンが今年（1983年）1月末に出した自分の本（『ルージュの伝言』(角川書店)）の中で『ニュー・ミュージックという言葉は私の音楽から』という言い方をしていた（1975年に出たシュガーベイブのLPには"ニュー・ミュージックの進むべき未来がここにあった"というオビが付いていた）もっともその前からニュー・ミュージックという言葉は違うニュアンスとしてはあったのだろうけれど、ニュー・ミュージック＝中産階級の音楽みたいなひびきになったのは彼女からといえるかもしれない……アーティスト側からしても『何が"ニュー"なの?』みたいな、わけ知りのしたり顔をすれば、自分たちが少なくとも、その中でやっていたという事実からも逃げられるのではないか、と思ってる連中が多すぎるからだ。今になって『ニュー・ミュージックに形はなくなったが』などと手のヒラを返してしまう連中も多い。ニュー・ミュージックとは、ビートルズとボブ・ディランの出現に影響されて生まれた音楽だったと思っている。南佳孝に言わせれば『自分で曲を作り始めた人たちの音楽』ということになる。それがいつのまにか『ニュー・ミュージック＝さだまさし』みたいな矮小化されてしまったのだと思っている。本質的に新しいことはあったはずだし、それは今でも続いていることだ」なと論じている。以降はコラムを執筆する直前に観たサザンオールスターズ、井上陽水、長渕剛のコンサートの感想を書き、サザンがエンディングにジョン・レノンの「イマジン」を、陽水がビートルズの「ザ・ロング・アンド・ワインディング・ロード」を歌ったこと、1983年2月21日の長渕の日本武道館公演を「マッチの威勢のよさと矢沢永吉のツッパリ、ボブ・ディランのサウンドといった雰囲気」と評し「但し『時代は僕らに雨を降らしてる』を歌うなど、自分たちの存在基盤を何かつかもうとしている姿勢は好感が持てた」と述べている。彼らがステージでビートルズを歌う意味は「田原俊彦のようなアイドル歌手たちが英語の歌を歌うのとでは、その音楽の肉体化という次元で全く異質なものである」などと論じ、最後に「田川律さんが『日本のフォーク&ロック史—志はどこへ』(『音楽之友社』、1982年)の中で『かつでは反体制だったフォーク・ロックが、いつか体制になっていった』と書き、その変わり方を嘆いたが、サザンオールスターズや井上陽水、長渕剛のステージには志があった……テレビがないと成立しない歌がある。テレビがなくとも、伝わる歌がある。そんな原則的な成立ち方は、いまでも厳然としてある。それは増々はっきりとしてきたともいえるかもしれない。言葉の古さ新しさは別にして、それが"ニュー・ミュージック"というジャンルを支えてきた"芸能界"との区別性だろう。ビートルズのサウンドの革新性と、ディランの言葉、それらを踏まえた音楽の肉体化、それが"ニュー・ミュージック"だった」などと論じている。

### J-POPとの関係
"ニューミュージックがJ-POPに発展した"という論調が多いが、1980年前後に「ニューミュージック」の主流が、ポップ・ロック方向にシフトしたことで「ニューミュージック」という言葉が段々使われなくなったという見方がある。濱口英樹は1987年のトピックスとして、バンドブームの到来を挙げ、「BOØWY『PSYCHOPATH』（アルバム年間6位）、レベッカ『REMIX REBECCA』（同11位）、HOUND DOG『LOVE』（同12位）などがビッグセールスを記録、シングルでもヒットを重ね、一躍シーンの中心に躍り出る。THE BLUE HEARTSやUNICORNがメジャー・デビューした同年はブーム元年と位置付けられる。その動きと関連して、長らく使われた『ニューミュージック』という呼称が『フォーク&ロック』と置き換えられたのも87年のことだった」等と論じている。1990年代に「J-POP」という言葉に飛びついたのが輸入レコード店やCDショップだった。それまでのレコードショップ、CDショップには「ニューミュージック」という分類があり、「歌謡曲」「フォーク/ニューミュージック」などと分類していたが、1980年代のロック系アーティストの台頭、さらにバンドブームと、ニューミュージックの棚には似合わないアーティストが増えてきた。そこにうまくはまったのが「J-POP」だった。ロックもフォークもポップスも全部まとめて「J-POP」。歌謡曲だって、演歌を切り離して「J-POP」。とにかく売れるものは全部「J-POP」。これで店員も頭を悩ませることがなくなった。タワーレコードは「1990年の大阪心斎橋店オープンに際し、本格的に邦楽の取扱を開始しましたが、その際、邦楽をなんと呼ぶかと議論し、J-POPという言葉を使い始めました。当時は日本レコード協会に属するレコードメーカーから発売される商品を対象にJ-POPと呼び、それ以外をJ-Indiesと表記していました」と話している。「ニューミュージック」が「J-POP」に取って代わられたのは1993年～1995年頃。ニューミュージックやフォーク、ロック等々の細かいジャンルはすべてJ-POPとして吸収され、それ以降の日本の大衆音楽は、大まかにJ-POPと演歌に分けられるようになった。

### シティポップとの関係
近年もてはやされている言葉に「シティポップ」「シティ・ポップ」がある。「シティポップ」の説明をする場合、たいてい「ニューミュージック」を絡ませて説明されるため、両者は近い関係にあると言える。
今日盛んにジャーナリズムやCDショップなどによって「シティポップ」の定義付けが行われている。『日本経済新聞』2022年6月18日付には「シティポップは1980年代前後、ソウルミュージックなど洋楽の影響を受け日本で形作られた音楽のジャンル。フォークソングの泥臭さはなく詞も旋律も編曲も都会的で洗練されている。しかしバブル崩壊後の音楽市場は再び生きづらさを歌う作品が主流になり、シティポップは表舞台から消えた」と書かれている。2022年の柴崎祐二編著『シティポップとは何か』では「シティポップの最も大きな影響源はAOR。AORやウェストコースト・ロック、フュージョン、ソウル、ディスコ、ブラックコンテンポラリーミュージック、オールディーズ、そして一部ブラジル～ラテン音楽などから多大な影響を受け、模倣しようとした、日本で生まれた（日本人アーティストが生んだ）『同時代的音楽』（中略）当時のレコード会社の狙いを推察するに、フォーク系ニューミュージックが主流を占める若者の音楽受容にあって、主に米国の最新型ポップスを自覚的に取り入れた音楽性を特徴とするアーティストを区別化したいという思いがあったのだろう。そこに明確な指針はなく、いわば場当たり的にジャンル名を当てていった結果、定義上も大きな揺らぎを持つ用語として浸透していくことになった」「ニューミュージックの発祥的語義に忠実であろうとするならば、現在シティポップ系とみなされているミュージシャンによる音楽をその主軸として捉えることも可能ではある」などと論じている。同時代の（海外の）音楽から影響を受けるという点ではニューミュージックと同じである。「シティ・ポップ」という言葉の初出については、1970年代からレコードのライナーノーツで使われ始めたときは「シティ・ポップス」であって「シティ・ポップ」ではなかった。「シティ・ポップス」「シティー・ポップス」「シティー・ミュージック」「シティー派」などの類義語は1970年代後半から使われていた。「シティポップ」「シティ・ポップ」という語は70年代～80年代には見つからず、「シティ・ポップ」という語の初出は、21世紀に入って2002年の木村ユタカ監修『ディスク・コレクション ジャパニーズ・シティ・ポップ』で初めて使用されたとされている。70年代半ばから80年代にかけて類義語が使用されていたことを捉えて「70年代後半から80年代にかけて最も盛り上がったジャパニーズ・シティ・ポップ」、「1980年代前半に全盛を迎えたシティポップ」、「70年代半ばから80年代にかけてのシティポップ黄金期」、「1980年代、日本の音楽シーンに旋風を巻き起こしたシティポップ」と紹介されるケースもあるが、この点については違和感がある。近年、シティポップが盛り上がっていることには疑いがないが、70年代後半から80年代にかけて日本のポップスをよく聞いた人にとって、当時シティポップが盛り上がっていたという記憶を持つ人がいるのだろうか。過去の文献を探せば、類義語も見つかりはするが、当時は「ニューミュージック」という言葉が圧倒的に強く、誰も「シティポップ」のような類義語を気に留めもしなかったというのが実際のところ。スージー鈴木は「もしかしたら、当時を知らない今の若者は、日本全国が、『シティポップ』を手放しで受け入れる『シティ』のような状態だったと思っているのではないか、という疑念だ。それは間違い。これに『1980年代＝バブル』という、誤った形容が上乗せされる。これも間違い。少なくとも80年代の前半は『バブル経済』の影も形もない。『シティポップ』を手放しで受け入れる『シティ』は、東京のどこか、山手線の内側などに存在したのかもしれないが、日本全国のほとんどは、そんな場所ではなかったと断言できる。そしてもちろん、私が生まれ育った大阪の街外れも、決して『シティ』なんかではなかった」などと論じている。
『現代用語の基礎知識』で「シティポップ」の類義語が掲載されたのは1984年版だった。当然「シティポップ」ではなく「シティ・ポップス」としての掲載で、執筆は中村とうようで「ニューミュージックの中で特に都会的なシャレた感覚を持つもの。大滝詠一、山下達郎、南佳孝、杉真理、稲垣潤一などがそう呼ばれているが、女性では松任谷由実なども入れていいのではないか。中心人物の大滝と山下はむしろビートルズ以前の1950年代ヒット曲の感覚を基盤にしている点が特徴」と書かれている。1983年のジャーナリズムに大滝や山下などごく一部のアーティストを「シティ・ポップス」と呼んだものと見られる。
岩田由記夫は「1976年9月に発売となる大貫妙子のソロ・デビュー・アルバム『Grey Skies』の仮ミックスを聴いた時はJ-Popもシティ・ミュージックという言葉も生まれていなかった」と話している。川原伸司は「当時（1970年代）矢野顕子さんらはニューミュージックと呼ばれていたジャンル」と述べている。
1977年7月10日にソニー・ミュージックアーティスツの前身・エイプリル・ミュージックから『ニューミュージック白書』という書が刊行された。同書はニューミュージックを紹介した文献でも初期のものだが、当然「ニューミュージック」という言葉は同書で何度も使われるが、全176頁中、たった1度だけ「シティポップ」の類義語「シティー・ミュージック」という言葉が使用されている。「ニューミュージック10年の成果を総点検 名盤105」というコーナーで、「GSからシティ・ミュージックまで、ニューミュージック界はこの10余年の間に、多くのディスクを生み出してきた。ここでは90枚の名盤と15人のビッグ・ミュージシャンの足跡を紹介しよう」と書かれ、この書ではグループ・サウンズをニューミュージックの始まりとしている点が特徴的だが、あがた森魚、浅川マキ、アリス、荒木一郎、五輪真弓ら、五十音順でアーティストの名盤を90枚セレクトし、赤い鳥、荒井由実、泉谷しげる、五つの赤い風船、井上陽水、岡林信康、小椋佳、かぐや姫、カルメン・マキ&OZ、キャロル、クリエイション、サディスティック・ミカ・バンド、チューリップ、はっぴいえんど、吉田拓郎の15人は重要人物として別枠で紹介している。選定と執筆者は三橋一夫、小林佳人、小倉エージ、北中正和、大伴良則、征木高司、大貫憲章、金子夏生、石原真知子、中沢まゆみで、これが「シティポップ」の類義語の初出なのかもしれない。「GSからシティ・ミュージックまで」と書かれているため、年代順なら最後の方に紹介されるアーティストが「シティー・ミュージック」となるが、五十音順で文中、「シティー・ミュージック」の類義語の使用もないため、「シティー・ミュージック」が誰を指すのか分からないが、センチメンタル・シティ・ロマンスの紹介に「しゃれた都会的なポップ・ロック・サウンドを聞かせる…」（執筆：小倉エージ）、南佳孝の紹介に「今をときめく、"噂のシティ・ボーイ"こと南佳孝は、確かに都会的なソフィスティケーションの醍醐味を音楽の中にとり込むことにかけては一流の腕を持っている…」（執筆：大貫憲章）、ムーンライダーズの紹介に「はちみつぱいのかかえていた日本的な擬懐古趣味を基盤としながら、それを単なるオールディーズ趣味として表現せずに、よりメロウな都会的ソフィスティケーションを媒介に、ひとつの良質なポップスとして…」（執筆：大貫憲章）と書かれた部分等が「シティー・ミュージック」を表現するものと見られるが詳しくは分からない。
1976年11月（創刊）から、1979年3月号（休刊）まで小学館から『The Music』という月刊の音楽誌が刊行されていた。洋楽主体の雑誌だったが、日本のアーティストもかなり取り上げた。同誌1977年9月号のラジオとテレビの音楽番組を紹介した記事のうち、『コッキーポップ』（日本テレビ系）を紹介し「この秋（1977年）はシンガー・ソングライターの大物が来日する。シティ・ミュージックの第一人者、マイケル・フランクスと、女性シンガー・ソングライターのひとり、ジャニス・イアンである。とくにマイケルは、日本のニュー・ミュージックのアーチスト、かまやつひろし、ユーミン、丸山圭子などの絶大なる人気と影響を与えているとか。そして今、ニュー・ミュージックの流れは、ポプコンから育った新人たちの抬頭によって、大きな転換期を迎えているようだ。その最先端に、因幡晃がいる。この番組はそういう意味では大変に興味のあるものだ。これからのニュー・ミュージックのひとつの流れがわかるわけだから…」と書いている。また同誌1978年11月号では大伴良則の執筆で「シティー・ミュージック100 シティ感覚はキミのイマジネーションの中にある」という特集が8頁に渡って組まれた。「シティー・ミュージック」の類義語の特集としてはこれが初めてのものかもしれないが、この特集で紹介されるシティー・ミュージック100人のアーティストは全員海外アーティストである。大伴は「シティー・ミュージック」の定義をはっきり書かず、「シティってナンダ?というキミのために今月はシティー・ミュージックをとりあげてみた。シティには限定されたワクがない。だからシティか否か、決めるのは聞き手の感覚による。さあ、ここにあげた100枚はキミのシティ感覚とバッチリ、ドッキングするか!?」「ビリー・ジョエルの『ストレンジャー』（全米1977年9月29日、日本1978年1月21日リリース）が全米No.1アルバムになったこと、そしてここ日本でも大変なヒット・アルバムになったことは、ビリー自身の道のりにとっても、それからポップ・シーンの大きな流れにとっても、非常に象徴的だったように思う。ポップ・シーンの大きな流れにとってどうか、というと、シティ・サウンド、つまり都会のサウンドの人気がはっきり定着したことを証明している」などと冒頭で書いている。全体8頁中に「都会のアスファルト」「都会的なつくりの音」「都会派」「都会的なもの」「都会の人間」「都会本来のもの」「都会派の音」「都会のサウンド」「都会の多彩な音」「都会に居住する」など「都会」という言葉が16回、「都市」が11回、「洗練度の高い大人のサウンド」という言葉も使われており、今日のシティポップの説明に近い。100人の海外アーティストは、大伴と同誌編集部がビリー・ジョエル、バリー・マニロウ、マイケル・フランクス、フランキー・バリ、ジョージ・ベンソン、ドナ・サマー、スティーブン・ビショップ、カーリー・サイモン、ロバータ・フラック、ボブ・ウェルチ、スティーリー・ダン、ボズ・スキャッグス、エリック・カルメン、ラリー・カールトン、マンハッタン・トランスファー、ダリル・ホール&ジョン・オーツ、シック、スタッフ、ランディ・ニューマン、ローラ・ニーロ、ルー・リード、パティ・スミス、トッド・ラングレン、ラモーンズらを独断で?選んでいる。今日、シティポップを紹介する場合、海外が先と論じられることはないが、最初は海外アーティストをシティー・ミュージックと紹介したものを日本のアーティストにスライドしたのかもしれない。この特集で「シティー・ミュージックについてどう思うか」と3人のアーティストに質問しており、大貫妙子は「音楽のジャンルっていうのは、生活の一部から意識しなくても出てくるカラーのことじゃないですか。だからシティ・ミュージックっていっても、それは商売上マスコミがつけたものって感じなんですね。わたし自身、シティ・ガールっていうふうに呼ばれてますけど、わたし、東京生まれの東京育ちで、ほとんど東京から出たことないんですよ。とても狭い範囲で曲を作ってることになります（中略）一般に言われてるシティ派っていうのは、ちょっとシャレてクールって感じでしょう、逆にひっくり返していえば、パンクなんて、まさにシティじゃないかしら。オツにすましてるんじゃなくて、内側からおし寄せる破壊的な力。あれは決してファッションじゃないと思うんです。ビリー・ジョエルやバリー・マニロウは好きですよ。でもこういうシティ・ブームっていうのは、あくまで、今の時点のスタイルであって、いずれは他のものに流れていくんじゃないかしら。それにブームって点で言ったら、ラテンやジャマイカの方が、どっちかいうと注目されてると思いますよ」等と、大瀧詠一は「都会の音楽ねえ……あんまり区別して聴いたことないけど、だいたい今の音楽ってカントリーとかウエスタンとかいった特別なジャンルじゃない限り、みんな都会風の音楽といえるんじゃないかな。田舎がないって、世界的な傾向なんじゃない。地方も、田舎というイメージとは離れてしまっているし、地方都市も都会風に洗練されてきているしね。イモっぽいのは、はやらないね。70年代始めの頃から、シティ・ミュージックって言葉が言われているけど、あの頃は、"都市を歌っている音楽"っていう意味が強くて、ローラ・ニーロのようなシンガー・ソング・ライターが活躍してた。今では、みんなが都会風に、シックで洗練された音楽をやっていて、シティの意味がぼやけてきたんじゃない（中略）え、ボクの音楽ですか?ボクのは全然都会風じゃないですよ。まず、洗練されていないし、シックでもない。自己満足的にやっていますからね。どちらかといえば田園風、田吾作サウンドってところね」などと、桑田佳祐は「シティ・ミュージックって、まず現代的でアカぬけした音楽を思いうかべます。ビリー・ジョエルの『素顔のままで』はすごーく気に入ってる。でも、正直言って、シティ・ミュージックっていわれる音楽って好きじゃないな。僕は、もっと骨っぽくて、ドッシリしてる方が好きですね（中略）サザンはシティ・ミュージックは目指していないですよ。そんなきれいな音というよりは、もっと泥臭いサウンドを追及していきたいですね。ウン、やっぱりシティ・ミュージックはピンとこないなあ」などと述べており、音楽ジャーナリズムやレコード会社と、当のアーティストの間に乖離があることが分かる。
『シティロード』（エコー企画）で、長くニューミュージックのコラムを担当していた今井智子が、同誌1980年3月号の南佳孝の紹介に面白い評論を寄せており、「彼はいわば『はっぴいえんど』ズ・チルドレンのひとりで、いわゆるニューミュージックのハシリだったわけだが、少々走りすぎていて中心からはずれてしまっていた。というのも、はっぴいえんどの蒔いた種が芽を出し、定着するには、モロのシティ・サウンドの前に、四畳半の延長としての町がまず必要だった。その町が次第に近代化されて、ようやく彼の出番がまわってきたのだ。しかし残念なことにこの町は、お子様とオトナになりたがらないオトナばかりで、彼の音楽に耳を傾ける人はまだ少ない。加えてまずいことに、聴き手を増やすために彼自身が迎合しているところがあって、彼の持ち味が薄まってしまっているような気がする。柳ジョージが『アダルト・ロック』をうたい文句にしているように、日本のミュージシャンの中からAORをうたう人が増えてもいいと思うのだが、市場の狭さを理由になかなか現れてこない。南佳孝は、ロックで育った人たちのアダルト・ミュージックになれるはずだ。モラトリウムから脱しきれずにいる団塊の世代にはぴったりの音楽だと思う。また、シティ・サウンドを経てテクノ・ポップへの道が開かれるのだと思う…」などと論じている。
1981年4月に集英社から刊行された『青春音楽グラフィティ タイガースからYMOまで』は、ニューミュージック系アーティスト82人が405頁に亘って紹介されているが、「シティ・ポップ」やその類義語は1回も使われていない。
類義語の使用例としては「山本達彦と滝沢洋一はシティっぽいセンス」（1978年11月）、岸正之を「本物志向のシティ派シンガー」（1982年7月）、「シティ・ポップス全盛はレコード会社の営業政策」という小見出しで「（1983年は）軽いシティ・ポップス風、BGMによさそうなのがうけた。山本達彦なんてのがその筆頭だろうね。それに、稲垣潤一。彼のLP『J.I.』なんか、すごく売れたもの。女子大生人気が圧倒的みたいだね、山本と稲垣は」「新人群もそのセンを狙ってどんどん出てくる気配だよ。鈴木雄大、岩崎雄一、宇佐元恭一、安部恭弘とめじろ押しだ」（中略）そのような音楽的状況の根っこはオフコースが作ったんじゃないかな」（1984年2月）、「浜田省吾の音楽は、雰囲気のみのシティ・ミュージックと一線を画す」（1984年12月）、「詩の持つ衝撃力を忘れたシティ・ミュージックの没落」という小見出しで「84年のもう一つの特徴に、シティ・ミュージックの下火という現象があるよね」「リアリティーがまるでないからな。このテの歌には、なんか、やたら甘ったるい愛だ恋だばっかりで」「日本全国シティ化しちゃったか、もうカフェバーでの恋は夢じゃなくなったってこともあるよ。ソート―な田舎にだって、今や六本木風のカフェバーがある時代だもの。もうみんな誤魔化されなくなっちゃったんだよ、きっと」（中略）「オフコースなんか、シティ・ミュージックの元祖みたいにいわれるけど、彼らの歌のよさって、詩がすごく重要な部分を占めているよね。よく読んでみると、かなりきわどいことを歌にしてるって感じだもの」（中略）「シティポップスのクイーン・ユーミンの今度のアルバム『NO SIDEノーサイド』なんかもはっきりした方向性を示しているから、最近の傑作といえるじゃないかな」「今のシティ・ミュージックはカフェバーで女の子を口説いているみたいな詩ばっかりだ。そんな感覚で歌を作っちゃいけない。ユーミンはシティ・ミュージックなんて枠からとうに抜け出してる感じがする」（1985年1月）などと書かれている。『日刊スポーツ』は1985年6月9日付で、杉山清貴&オメガトライブを「シティー・ポップス・グループ」と紹介している。『週刊平凡』1986年3月14日号では南佳孝を「シティーミュージックのパイオニア的存在」と紹介している。1986年2月に東芝EMIから発売された『シティ・ポップス・ビッグ4』というアルバムで扱われた4人は、高中正義・佐藤隆・鈴木康博・安部恭弘だった。また東芝EMIは1986年11月に甲斐バンドや長渕剛、中原めいこ、オフコース、チューリップなどの曲を収録した企画もの（コンピレーション・アルバム)『シティ・ポップス クリスマスが大好き』を発売している。
近年、シティポップの代表選手として言及されることの多い角松敏生も、読売新聞夕刊1983年7月9日付の伊藤強が書いた角松の評論と角松のインタビュー内でシティポップとは呼ばれず。伊藤は角松を明るく気軽なニューミュージックと呼んでいる。
このように1980年代に「シティ〇〇」などとして言及されるアーティスト、曲はごく少数で、また当時のマスメディアに大きく取り上げられるようなジャンルでもなく、あまり好意的に捉えられてはいなかった。つまり1970年代後半から1980年代にかけて「シティ〇〇」というカテゴリーに入れられていたアーティストと今日「シティ・ポップ」というカテゴリーに入れられるアーティストは違い、今は音楽ジャーナリズムからチョイスされている状況と見られる。
2015年頃から欧米の音楽マニアたちが、シティポップのレコードやCDを探しに来店するようになった、とシティポップ売り場を展開する、タワーレコード新宿店が話していることから、静かなブームはあったと見られるが、2010年代頃までに刊行された日本のポピュラー音楽の歴史が書かれた書籍に「シティポップ」やその類義語が記載された物はほとんどない。
平尾昌晃は2013年の著書『昭和歌謡1945-1989 歌謡曲黄金期のラブソングと日本人』で「シティポップ」の類義語「シティ・ポップス」を使用している。言及は1981年の大ヒット曲「ルビーの指環」を取り上げた節で「『ルビーの指環』が流行した頃の芸能界は、山口百恵さんが引退し、松田聖子、田原俊彦、近藤真彦といったアイドルたちと、ニューミュージック系のシティ・ポップス、それに演歌の三つの路線が存在し、昭和56年のミリオンセラーも『スニーカーぶる〜す』、『ルビーの指環』、『奥飛騨慕情』とはっきり分かれた時代だった（中略）この『お経のような』曲は、発売されるや、人気のあった音楽番組『ザ・ベストテン』で12週1位になったばかりか、この年のレコード大賞まで受賞している。いまや、『お経』どころか、シティ・ポップスの代表曲となっている」などと述べている。歌謡曲側の代表選手の一人である平尾は「ニューミュージック系のシティ・ポップス」と表現しているが、この本で「シティ・ポップス」という言葉の使用はこの2回だけである。
2014年に戦後の流行歌からJ-POPまでの一大音楽通史がそれに関わった重要人物の証言などで綴られた日本音楽著作権協会75周年記念誌『うたのチカラ』が刊行されたが、409頁に及ぶ本編で「ニューミュージック」や「J-POP」は10回以上使われるが「シティ・ポップ」やその類義語は1回も使われない。2015年の輪島裕介著『踊る昭和歌謡 リズムからみる大衆音楽』でも「シティ・ポップ」やその類義語は1回も使われず、輪島は「1970年～80年代の大衆音楽界は「アイドル・ニューミュージック・演歌という三傾向の鼎立によって特徴づけられる」と論じている。牧村憲一の2016年の著書『「ヒットソング」の作りかた 大滝詠一と日本ポップスの開拓者たち』は、大滝詠一や山下達郎、竹内まりやらも登場するが、約200頁の本編中に「シティ・ポップ」やその類義語は1回も使われない。2016年の『ニッポンの編曲家』は、日本のポピュラー音楽の歴史を裏方として支えた
編曲家12人とスタジオ・ミュージシャンらの証言集だが、333頁の本文中、「シティ・ポップ」やその類義語は1回も使われない。この書には「歌謡曲／ニューミュージック時代を支えたアレンジャーたち」という副題が付いている。この書でも証言が載る武部聡志も2018年の自著で「シティ・ポップ」という語は1回も使わず、「80年代にはアイドル・ポップスやロック、ニューミュージックなど、いろんなジャンルの音楽のアレンジを膨大に手掛けさせていただけるようになりました」と述べている。2010年代まで日本の音楽関係者には「シティ・ポップ」やその類義語も認知されてはいない。泉麻人は自身のニューミュージック遍歴を綴った2016年の著書『僕とニュー・ミュージックの時代 「青春のJ盤アワー」』の中で、いしだあゆみ&ティン・パン・アレイ・ファミリー1977年のアルバム『アワー・コネクション』（4月25日発売）を紹介した記事で「ニューミュージックのフレーズはその後領域が広がってしまった（アリスやかぐや姫も含む）けれど、シティー系（っていうのもいまや恥ずかしいが）―ユーミン、山下達郎、矢野顕子、大貫妙子……といった面々のアルバムがコアながらマーケットを築いた時期といえるだろう」、矢野顕子のアルバム『ただいま。』（1981年5月1日発売）を紹介した記事で「荒井由実、吉田美奈子、大貫妙子……僕が青春の頃に贔屓にしていた女性アーティストは、当時の言葉を使えば、シティー派ニューミュージック（ま、いま書くと恥ずかしいが）と書いており、東京人・泉麻人にとっては、2010年代にシティ〇〇と言う表現を使うのは、恥ずかしかったのかもしれない。
今日、「シティポップ」が盛んに取り上げられる大きな切っ掛けとなったのは、2020年10月29日にインドネシアのユーチューバー・Rainychが、1979年の松原みき「真夜中のドア〜Stay With Me」のカバー動画をYOUTUBEにアップし、世界的に「シティポップ」が注目されているとネットニュースになり、大きな反響を呼んだ以降であるが、同曲の作曲者・林哲司は、はっきり「80年代の日本に、シティポップなんて言葉はありませんでした」と述べている。松山猛も「シティポップという呼び方はされてなかった」と述べており、「シティポップ」という言葉は、70年代から80年代にあった呼称ではなく、後から生まれてきた言葉で、2022年2月に『「シティポップの基本」がこの100枚でわかる！』という書を刊行した栗本斉は「シティポップという言葉自体（2022年から見て）10数年前に生まれたもの」、「シティポップという言葉自体が後付け」と述べている。
1996年9月に編者VANDAで音楽之友社から『ソフト・ロック SOFT ROCK AtoZ』という書が刊行された。この1996年版は同書が選んだ海外アーティストの紹介だったが、この中で「ソフト・ロックという言葉は完全な和製英語であり、欧米では基本的に通用しない」と言及されている。約4年後の2001年1月に『ソフト・ロックin Japan』という続編が刊行され、同書の中でVANDAの佐野邦彦は「（前書）『ソフト・ロック SOFT ROCK AtoZ』で紹介した曲、アーティストは、結果として多くのリスナーが支持をしてくれ、日本のムーブメントは海外へ逆輸出され、アメリカでもイギリスでも日本とまったく同じチョイスで、ソフト・ロックのイシューが次々とリリースされていった」と述べている。この話が事実なら日本の音楽ジャーナリズムの評論が、海外の音楽ジャンルの定義に影響を与えたということで、大きな功績だが、それはあまり知られていない。実は「Soft rock」は欧米では古くからある音楽ジャンルで、和製英語ではなく『現代用語の基礎知識』（1973年版）に「エレキ・サウンドを押え、生ギター、ピアノなどで、より繊細で、ナイーブなサウンドを強調したロック。その性質上、詞の意味が重要視され、ラブ・ソングだけではなく、人生、社会状況などをテーマにした曲が多い。ジェームス・テイラー、エルトン・ジョンなどが代表選手」と書かれている。何故、和製英語といったのか分かりかねるが、2002年の木村ユタカ監修『ディスク・コレクション ジャパニーズ・シティ・ポップ』が出版される前年2001年1月に先の『ソフト・ロック SOFT ROCK AtoZ』続編として、日本のアーティストを扱った『ソフト・ロックin Japan』が刊行された。「INTRODUCTION」でVANDAの佐野邦彦は「選定においては有名・無名は一切関係なく、音楽評論家の評価などはすべて無視して、自分の耳でこれだ！と思ったものだけを紹介した」と話しているように個人的な好みによる選定ではあるが、『ディスク・コレクション ジャパニーズ・シティ・ポップ』で紹介されているアーティストとかなりの部分で重複している。『ソフト・ロックin Japan』の中では「ニューミュージック」も「シティ・ポップ」という語はまったく使われず、「ソフト・ロック」として説明している箇所は「ニューミュージック」「シティポップ」という語と置き換えても意味は通じる。「シティポップ」を説明する際に重要かつ、欠かせないワードが"都会的""洗練された"であるが、同書の中では"都会的"というワードは使われない。「ニューミュージック」の中でも「シティポップ」というカテゴリーに入れてもらえないアーティストや曲は"田舎的で""垢ぬけない"ということになるらしい。
スージー鈴木は「歌謡曲とニューミュージックの時代が終わり、シティ・ポップが行き着いた地点こそがJ-POP」と論じ、「歌謡曲とニューミュージックの融合した先がシティ・ポップ。独断の定義をするなら、東京人による、東京を舞台とした、東京人のための音楽がシティ・ポップ。それが乱暴すぎるとすれば、東京の横に「（註）横浜と湘南も含む」と付記する。都会的で、大人っぽく、そしてカラカラに乾いたキャッチコピー的歌詞と、複雑なアレンジとコードを駆使した音楽。逆に言えば『田舎』と『ヤンキー』を仮想敵とした音楽。その生成の過程は1979年のソニー・ウォークマンの発売で、音楽自体が街（＝シティ）に出た。同時期にブレイクしたYMOの『TOKIO』によって強く規定された。東京の一極集中が進行しているのだから、音楽も東京一極集中でいいじゃないか。70年代フォークが偏愛した田舎のことなんて、もういいじゃないか、という気分が蔓延した。追い打ちをかけたのが、大滝詠一の『A LONG VACATION』と山下達郎の『FOR YOU』のアルバム大ヒットで、この二枚は1980年代前半にカーステレオ占拠率が最も高かったとされ、この二枚によって『街』の意味合いとして、横浜から湘南にかけた『リゾート』色の強い『シティ』までが射程に入ることになる。このような背景があり、1982年辺りから『シティ・ポップ』の名にふさわしい作品が少しづつ目立ってくるようになる。『田舎』と『ヤンキー』を仮想敵とした音楽による『全国東京化計画』が進んでいった」などと論じている。
NHKは2020年8月23日放送の『歌〜Songs〜』で「いま、世界で70年～80年代の日本のニューミュージックが『シティ・ポップ』という名前で大流行している」と紹介した。また2023年2月27日にNHK『あさイチ』で、シティポップを特集し、「『シティポップ』は当時は『ニューミュージック』と呼ばれていた音楽ジャンル。洗練された都会的な曲調が特徴」などと説明した。NHKは『シティポップ』と『ニューミュージック』は同じものと考えている。スポーツ報知は2023年6月14日付で「現在、70年代後半から80年代の日本のニューミュージックが"シティーポップ"として世界的に注目を集めており、再び脚光を浴びている」と論じている。UtaTenのコラムでは、「GOOD BYE APRIL」というバンドの紹介に「ネオ・シティポップを代表するバンド」「ネオ・ニューミュージックバンド」「彼らの特徴は古き良き日本のポップスであるニューミュージックに洋邦の80sサウンドをかけ合わせ、懐かしくも新しい"ネオ・ニューミュージック"を生み出していること」「ダンサブルな"オトナ・シティポップ"チューン」「『流行りのシティポップ』の遥か先を行く本物の"AOR"バンド」などと類義語てんこ盛りの評論をしている。「GOOD BYE APRIL」はRolling Stone Japanでは「ネオ・シティポップというよりも、ネオ・ニューミュージックというべきか」などと論じられている。これらの評論では「シティポップ」と「ニューミュージック」の違いはほとんど分からない。「ニューミュージック」は「J-POP」という言葉に取って代わられ、さらに「シティポップ」という言葉に取って代わられた。今後は「ニューミュージック」として語られた部分も「シティ・ポップ」に書き換えられていくものと考えられる。

### 現状
網羅的なニューミュージックのアーティストガイド「ディスクガイド」は、2022年現在まで出版されていないが、タイトルに「ニューミュージック」を付けた書籍は現在までコンスタントに刊行されている。また雑誌で「ニューミュージック特集」が組まれることはある。特に1970年代の後半から1990年代にかけてはタイトルに「ニューミュージック」を付けた書が多数刊行された。『ニューミュージック白書 日本のフォーク&ロック20年のあゆみ』（エイプリル・ミュージック、1977年）、富澤一誠『ニューミュージックの衝撃』（共同通信社、1979年）、『すばらしき仲間たち ニューミュージック′80』（立風書房、1980年）、『NEW MUSIC'81 ニューミュージック事典』（学習研究社、1980年）、富澤一誠『ぼくらの祭りは終わったのか－ニューミュージックの栄光と崩壊－』（飛鳥新社、1984年）、竹田青嗣『ニューミュージックの美神たち』（飛鳥新社、1989年）、『日本のフォーク&ロック・ヒストリー② ニューミュージックの時代』（シンコーミュージック、1993年）など。
新しく出て来た言葉に駆逐され、「ニューミュージック」という言葉の使用は減っているが、今日でも使われることはある。2023年7月2日をもって閉館（建て替え予定）が決まった東京中野サンプラザの閉館イベントの一つとして、「令和歌の祭典2023
～100年歌われるニューミュージック～」（2023年6月30日予定）という近年の逆境を跳ね返すような勇ましいタイトルのプログラムが組まれた。